# 椎津城
椎津城（しいづじょう）は、千葉県市原市椎津にあった日本の城。千葉県指定史跡。

## 概要
千葉県市原市の南の玄関口、姉崎の八坂神社の裏手の台地に広がる椎津城は、南北約400メートル、東西約180メートル、標高28メートルで同市内でも最大級規模の城郭である。
椎津は豊かな穀倉地帯を臨み、武蔵・下総から上総・安房の房総に通じる房総往還道や久留里街道西往還、椎津湊を抑える水陸交通の要所であったため、この城をめぐる攻防戦が幾度となく繰り広げられた。
市原市は、2015年（平成27年）7月3日、市の指定文化財（史跡）に指定した（城の主要部である「主郭」を中心とする約11000平方メートルを指定範囲としている）。その後、2016年（平成28年）3月28日、椎津城跡主郭部北側1623.13平方メートルについて追加指定を行い、さらに2017年（平成29年）2月15日、県指定史跡へ昇格した。
椎津城の支城としては、久保田城（袖ヶ浦市久保田字浜宿）、蔵波城（袖ヶ浦市蔵波）、神代城（市原市神代）、海保城（市原市海保字公家台）、要害山城、（市原市畑木字要害台）、万台城（市原市内引田字木々野）などがある。

## 構造

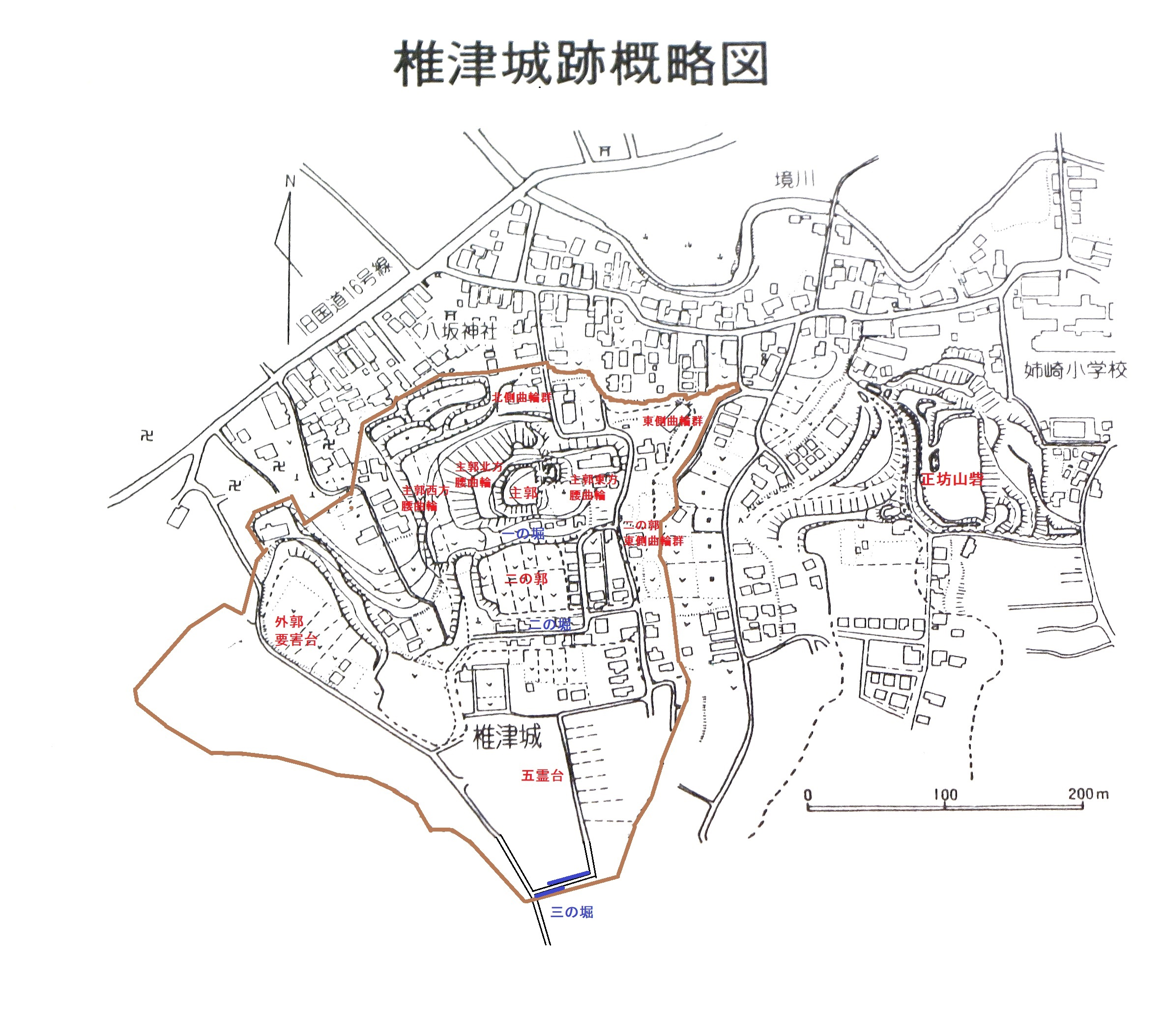
椎津城縄張図　（参考文献　2016年（平成28年）2月　市原市重要遺跡確認調査資料）

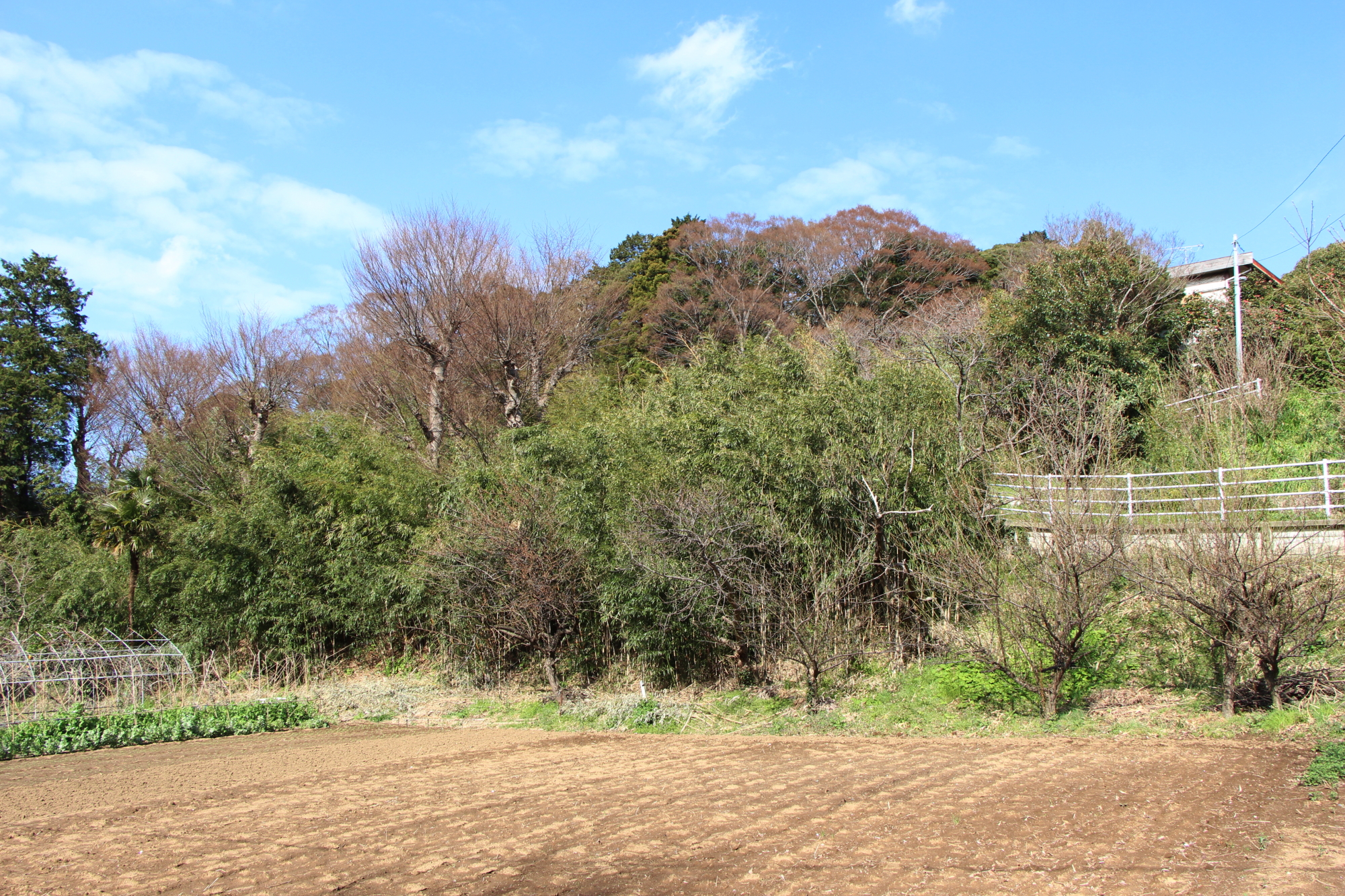
西側より主郭西方腰曲輪を臨む

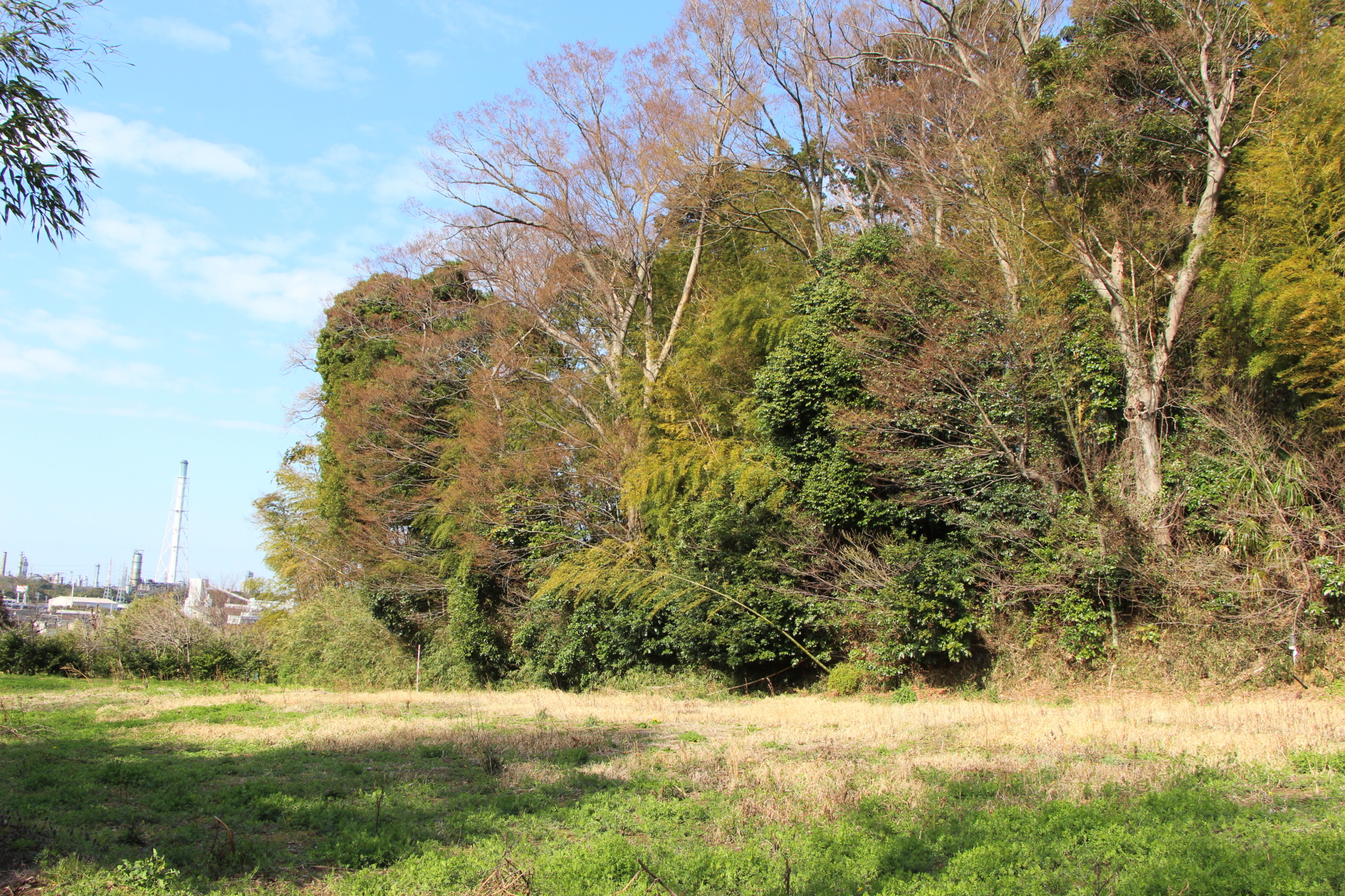
南側より主郭西方腰曲輪を臨む

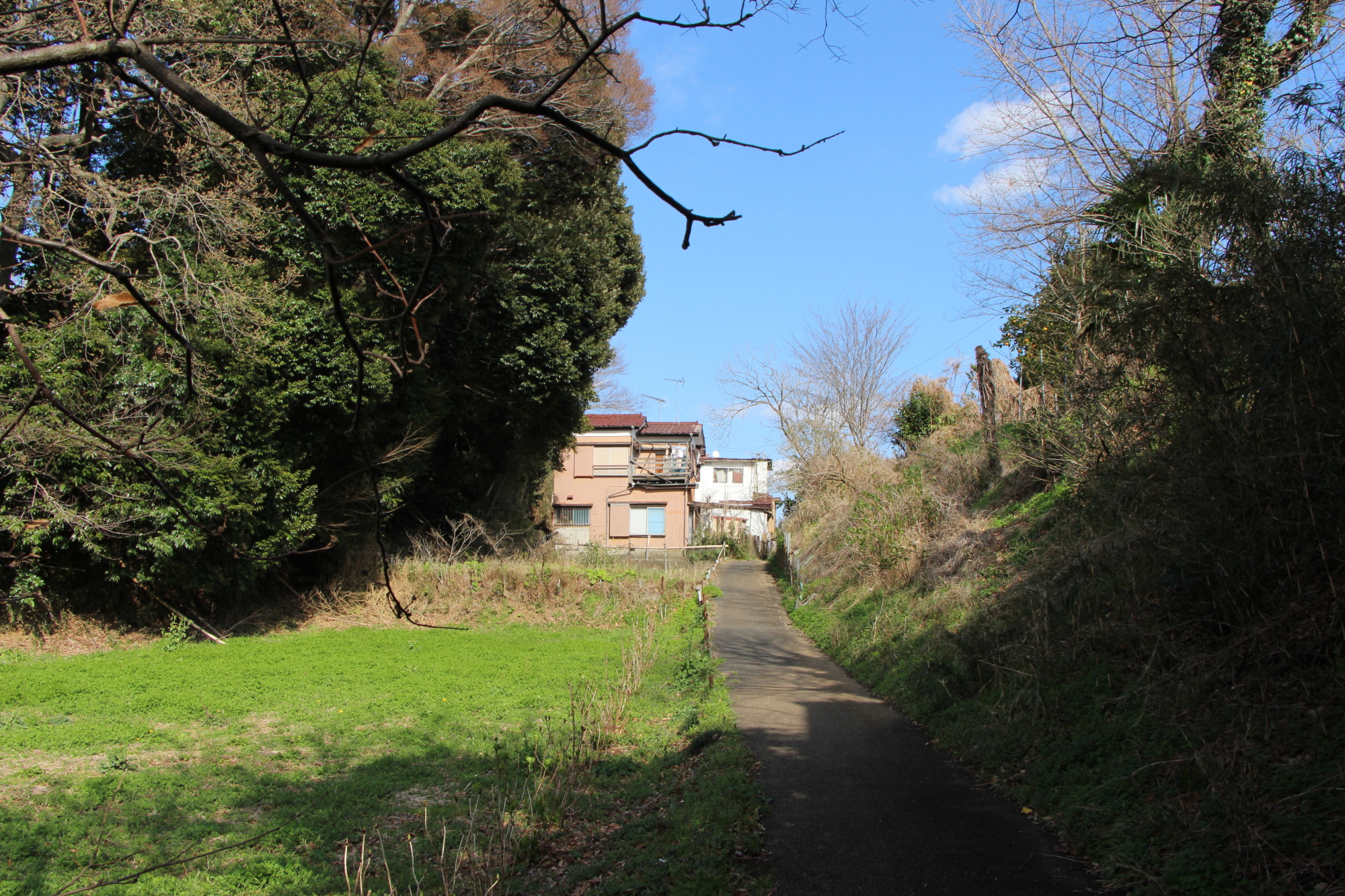
西側より一の堀を臨む　左は主郭、右は二の郭

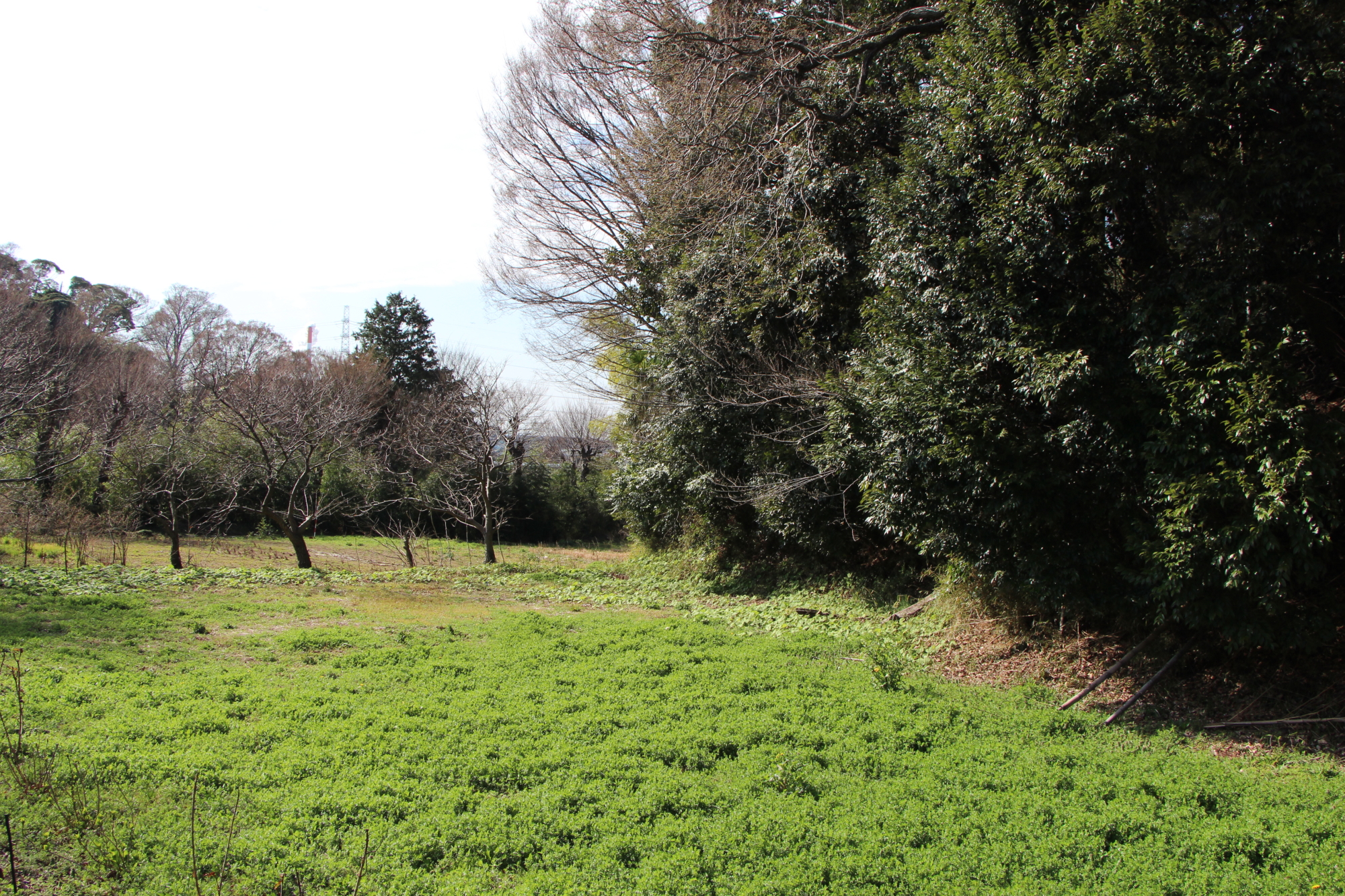
南側より主郭西方腰曲輪を臨む

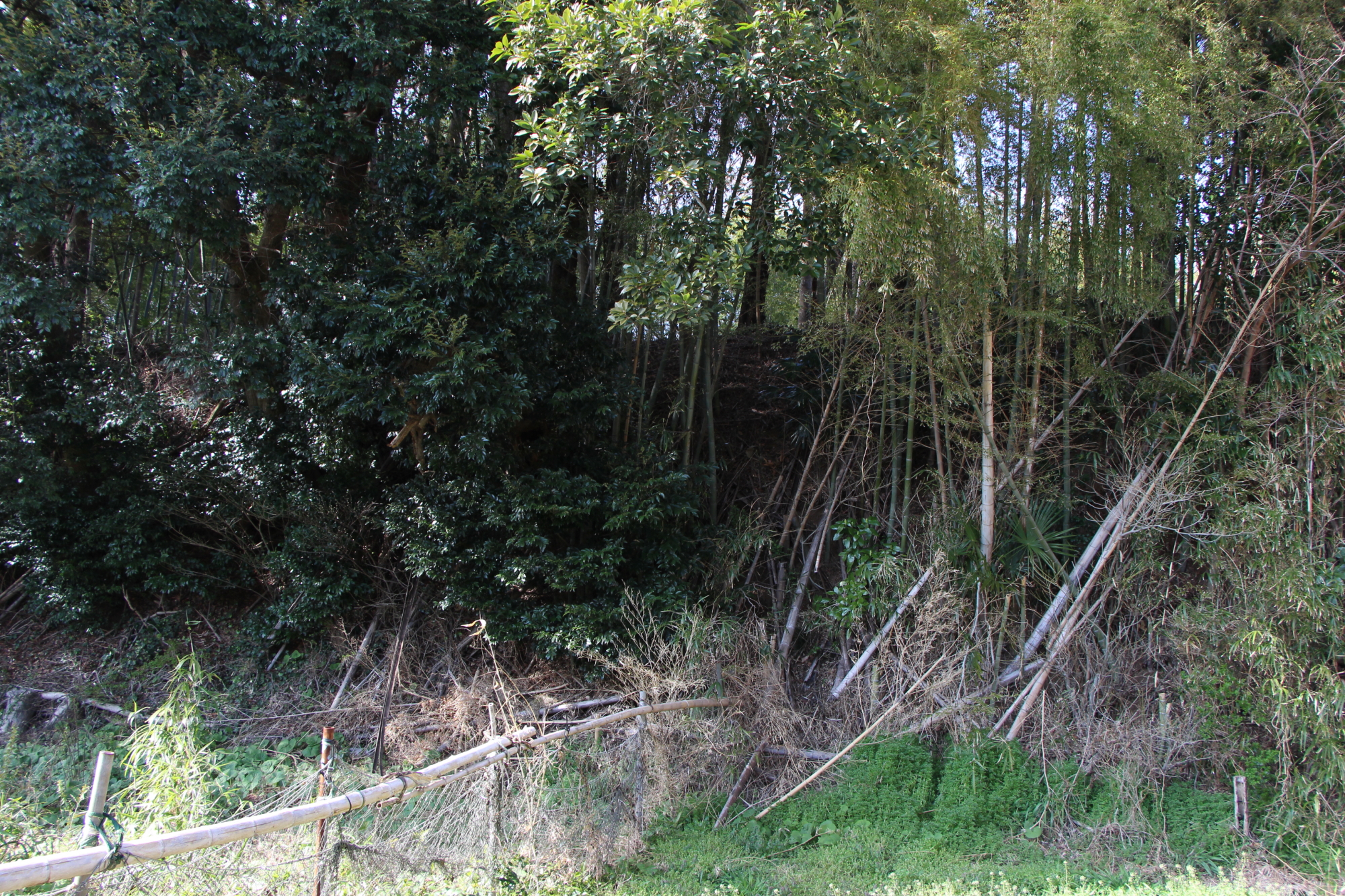
一の堀から主郭の城塁を臨む

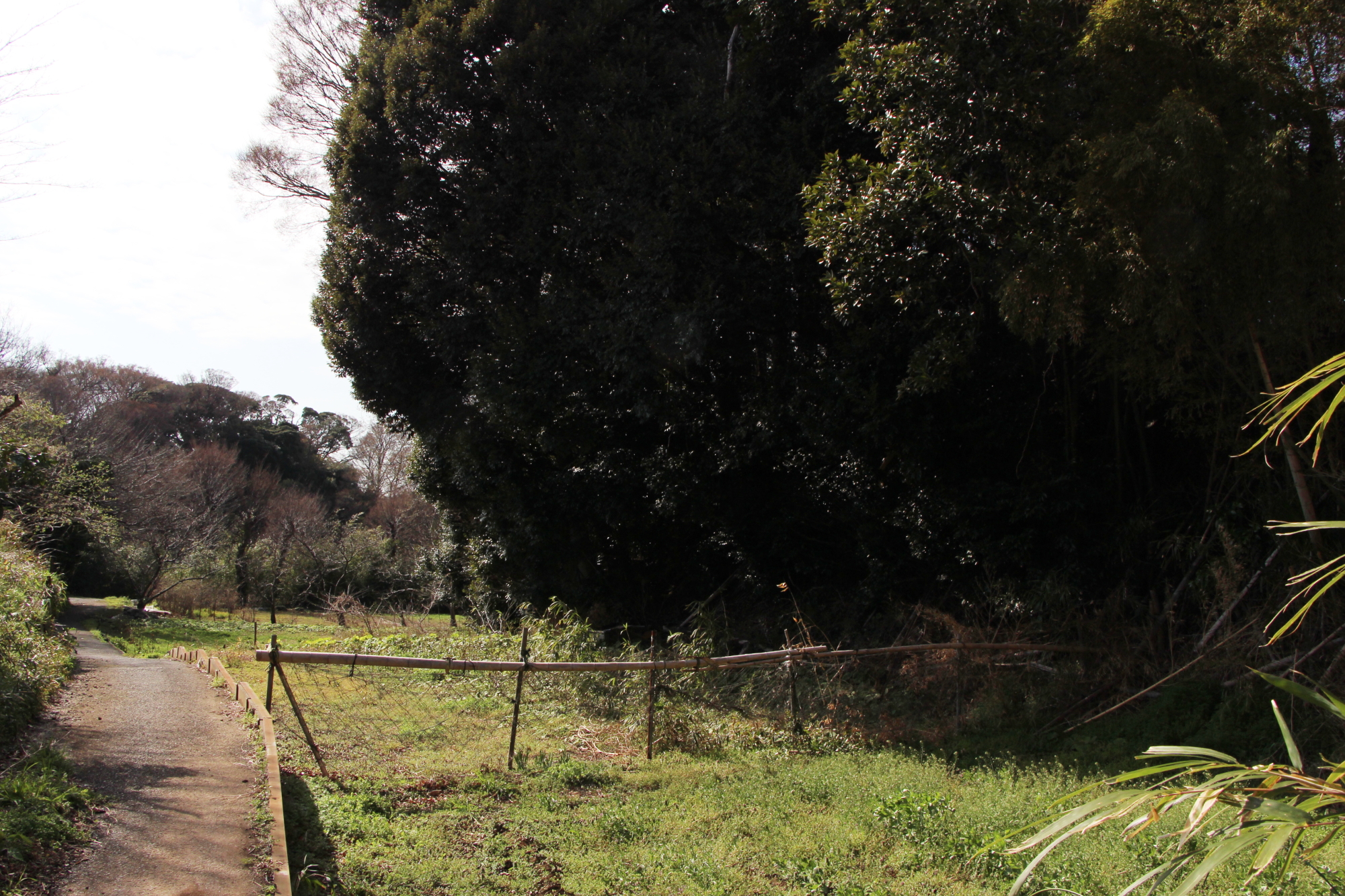
一の堀から西側を臨む

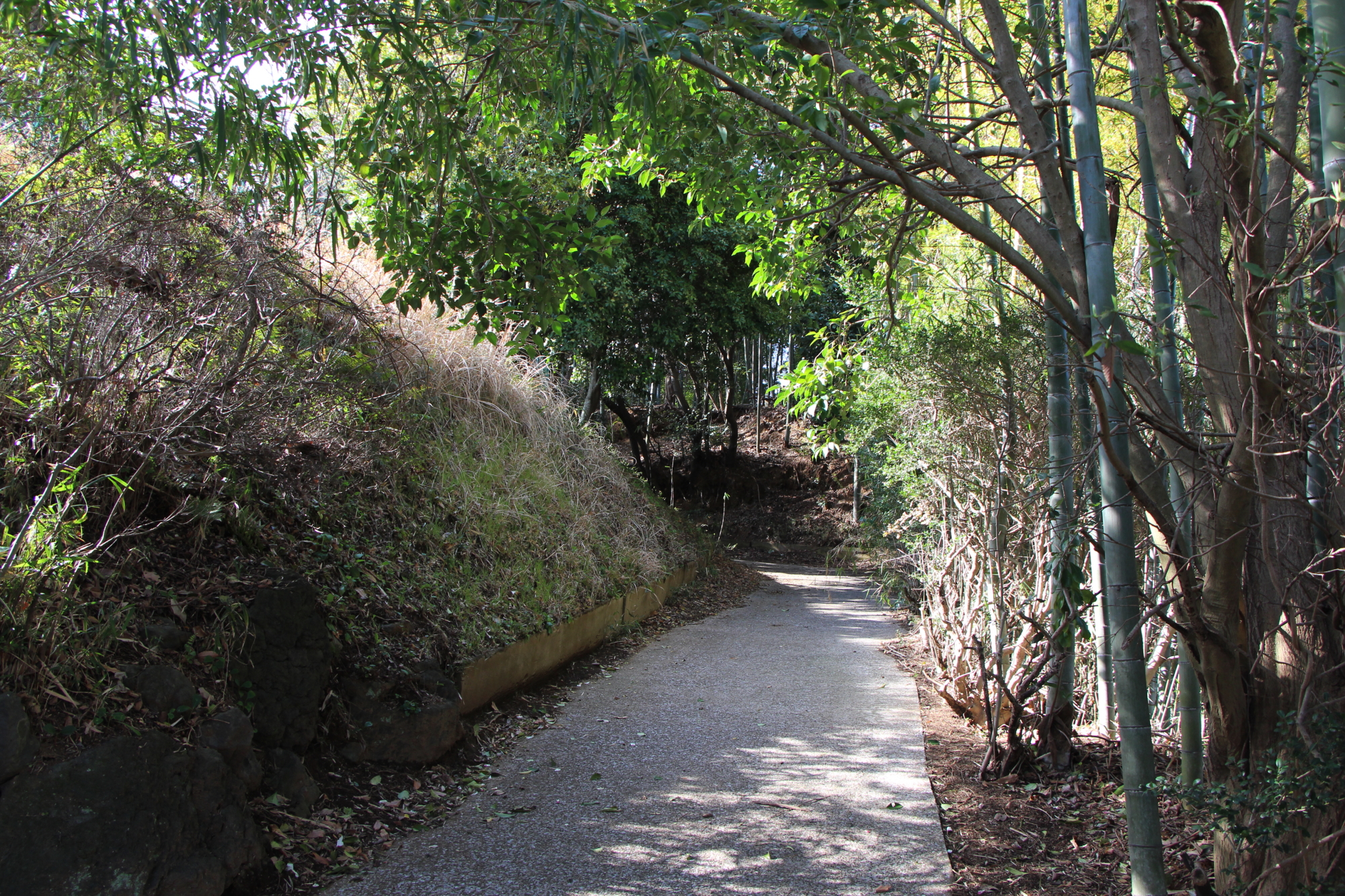
主郭南側登城口

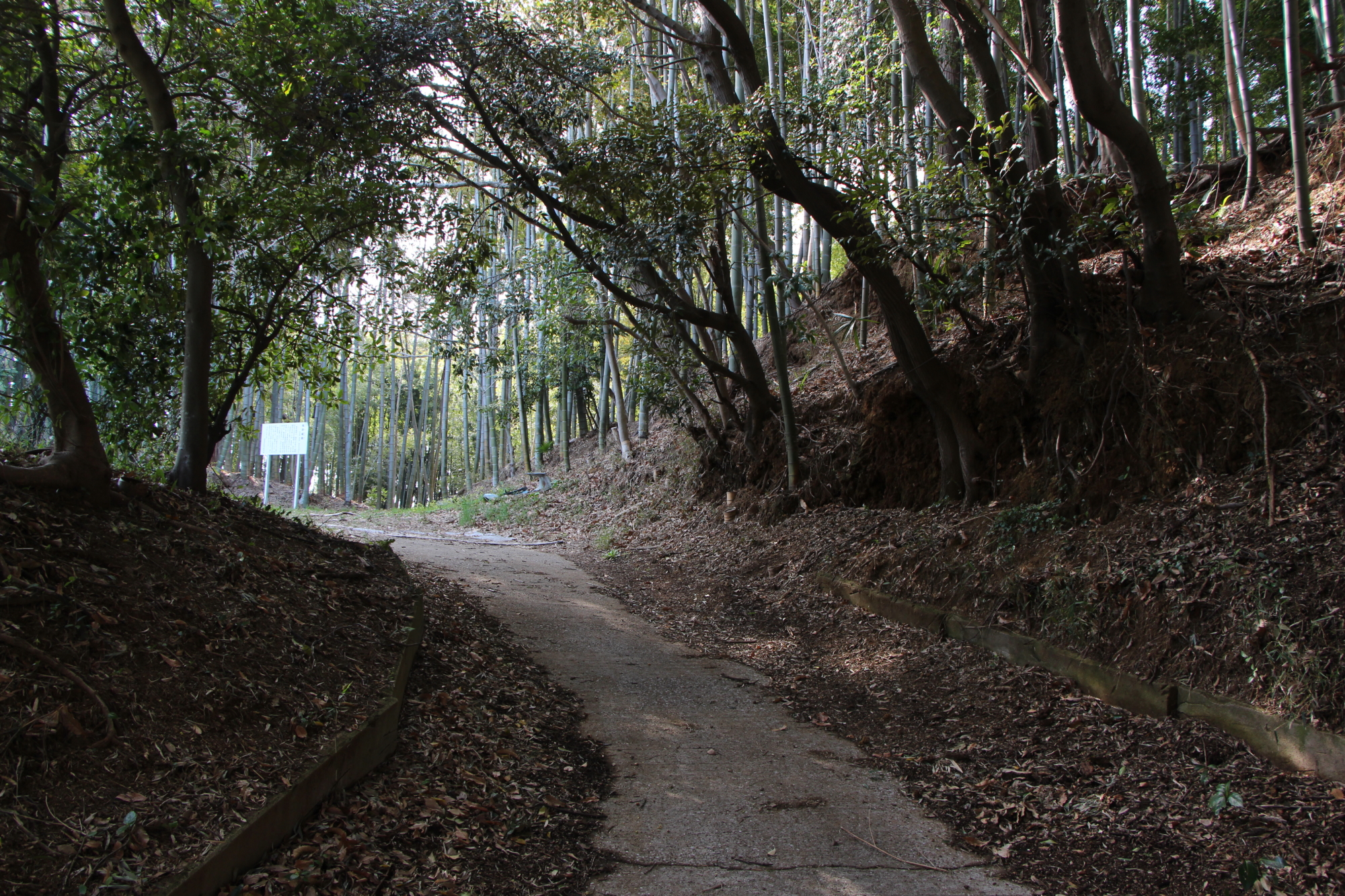
主郭南側登城口

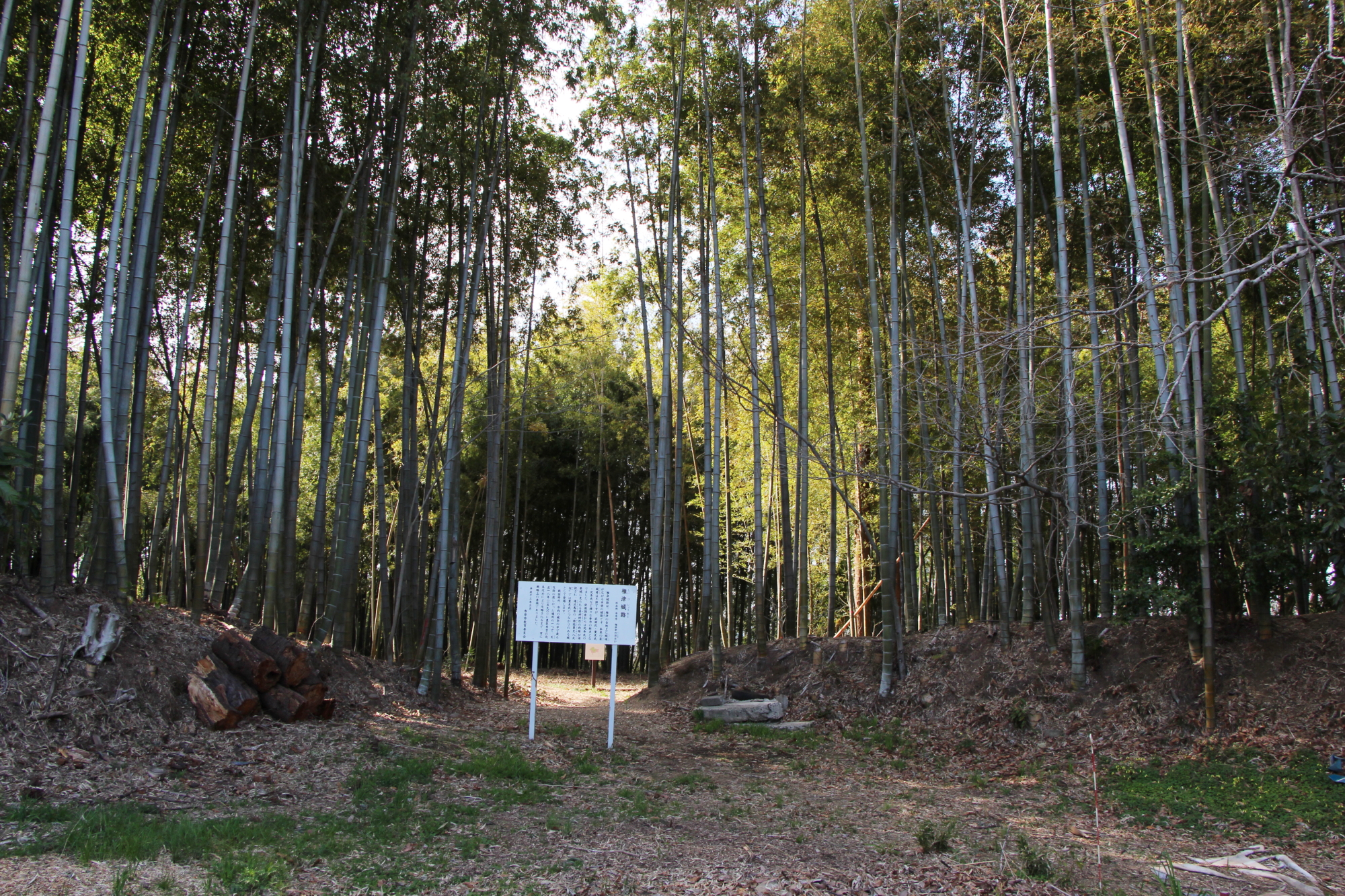
主郭内

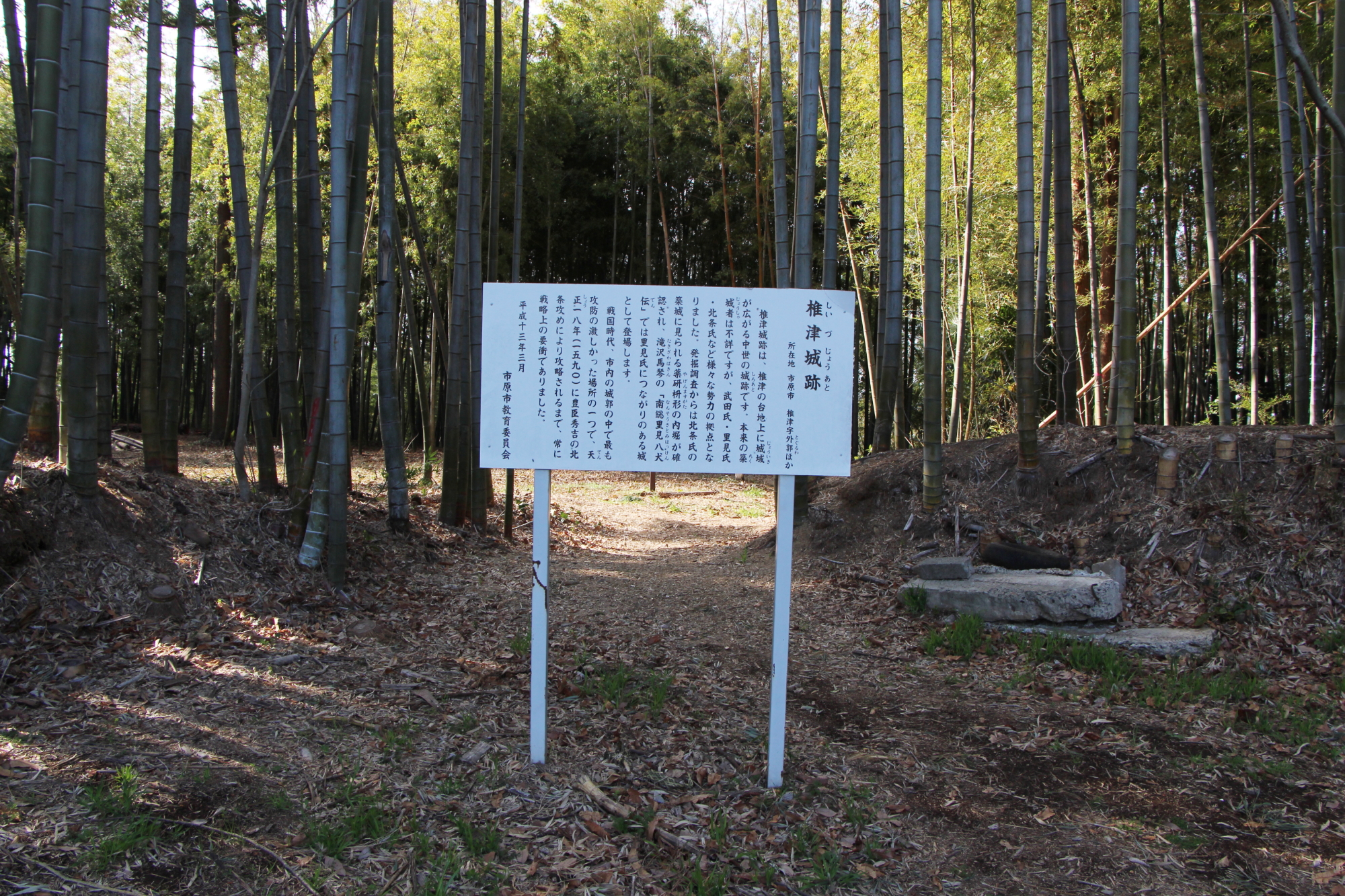
主郭内案内板

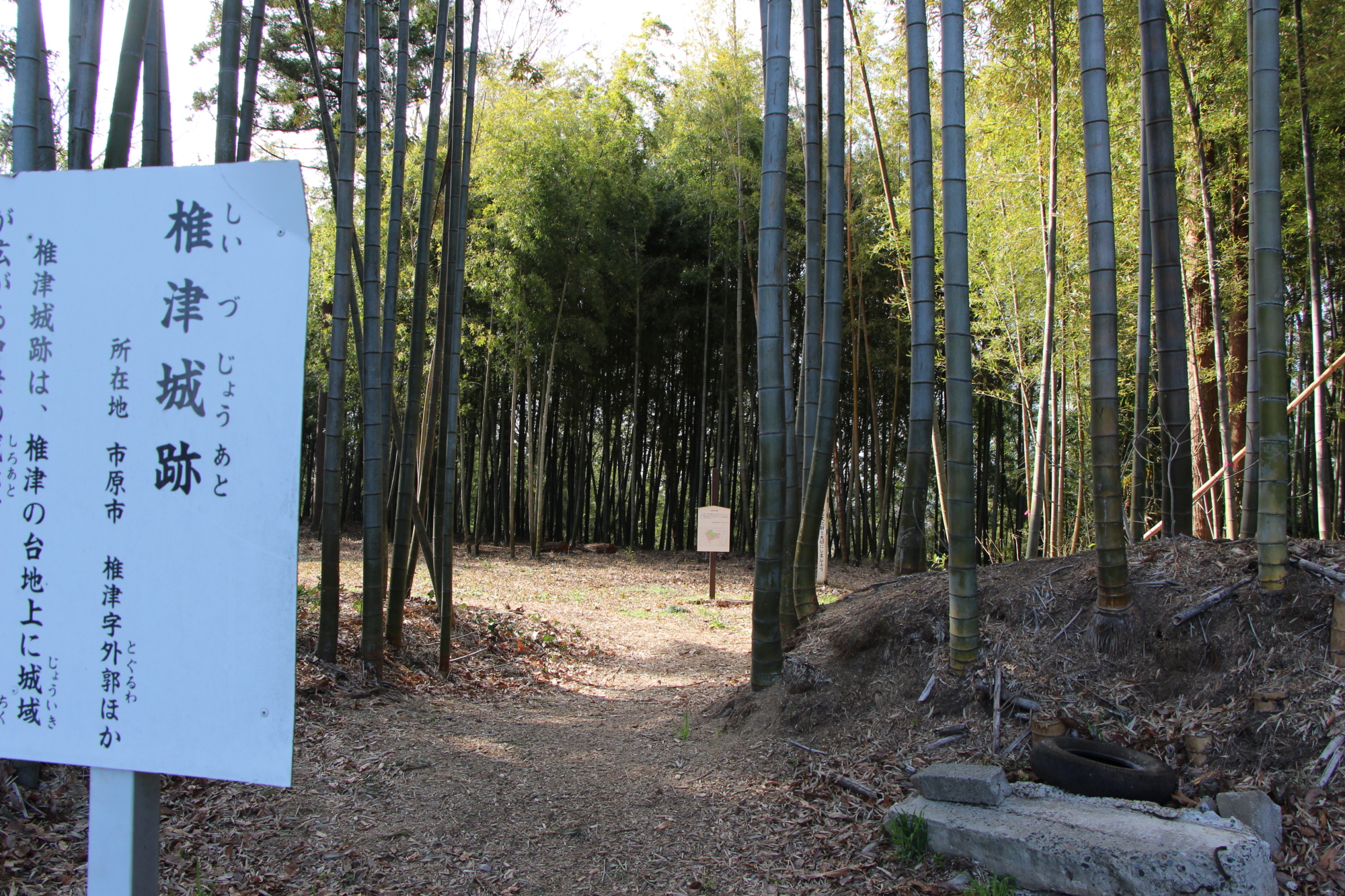
主郭内南側より北側を臨む

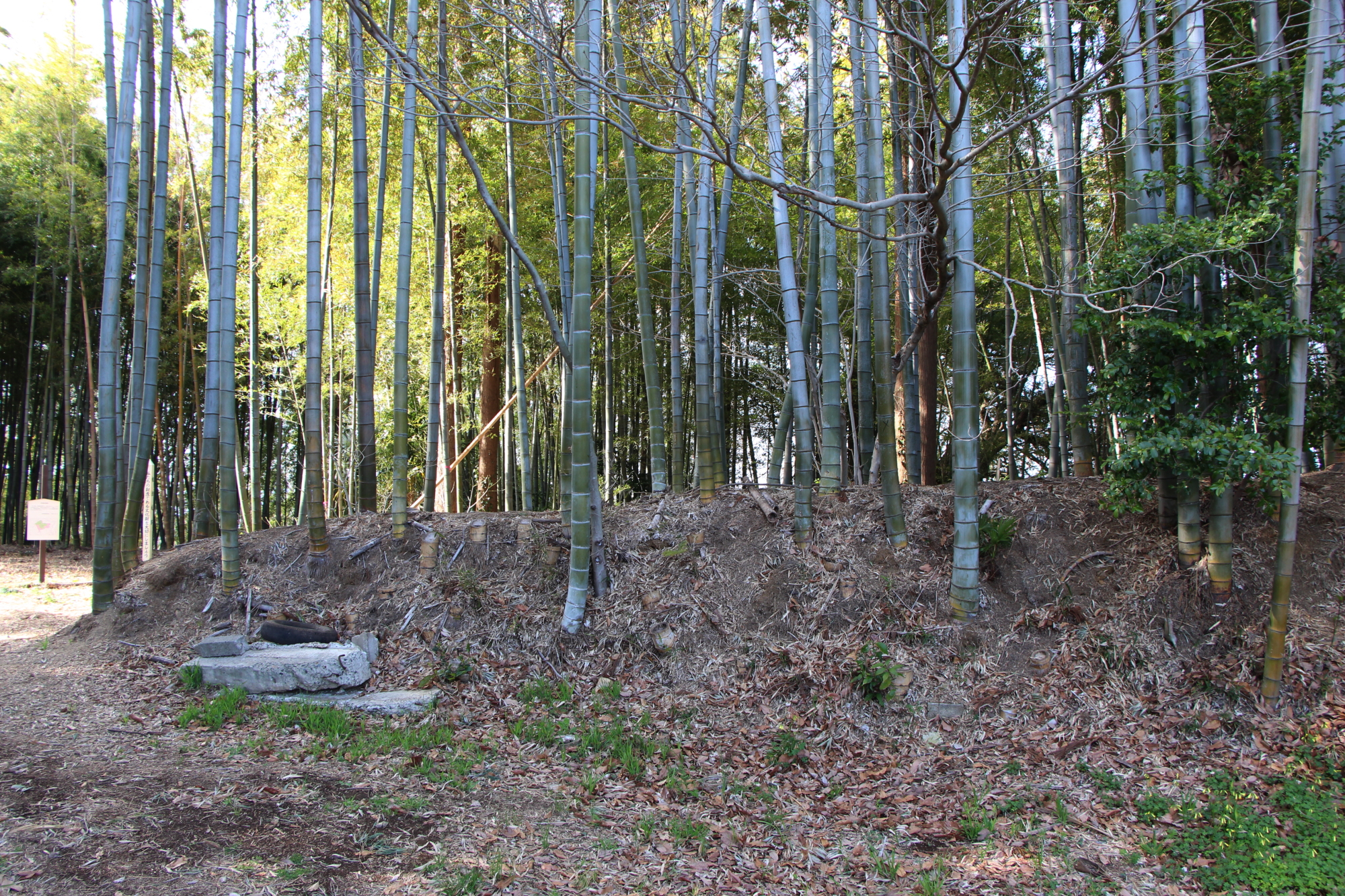
主郭内土塁

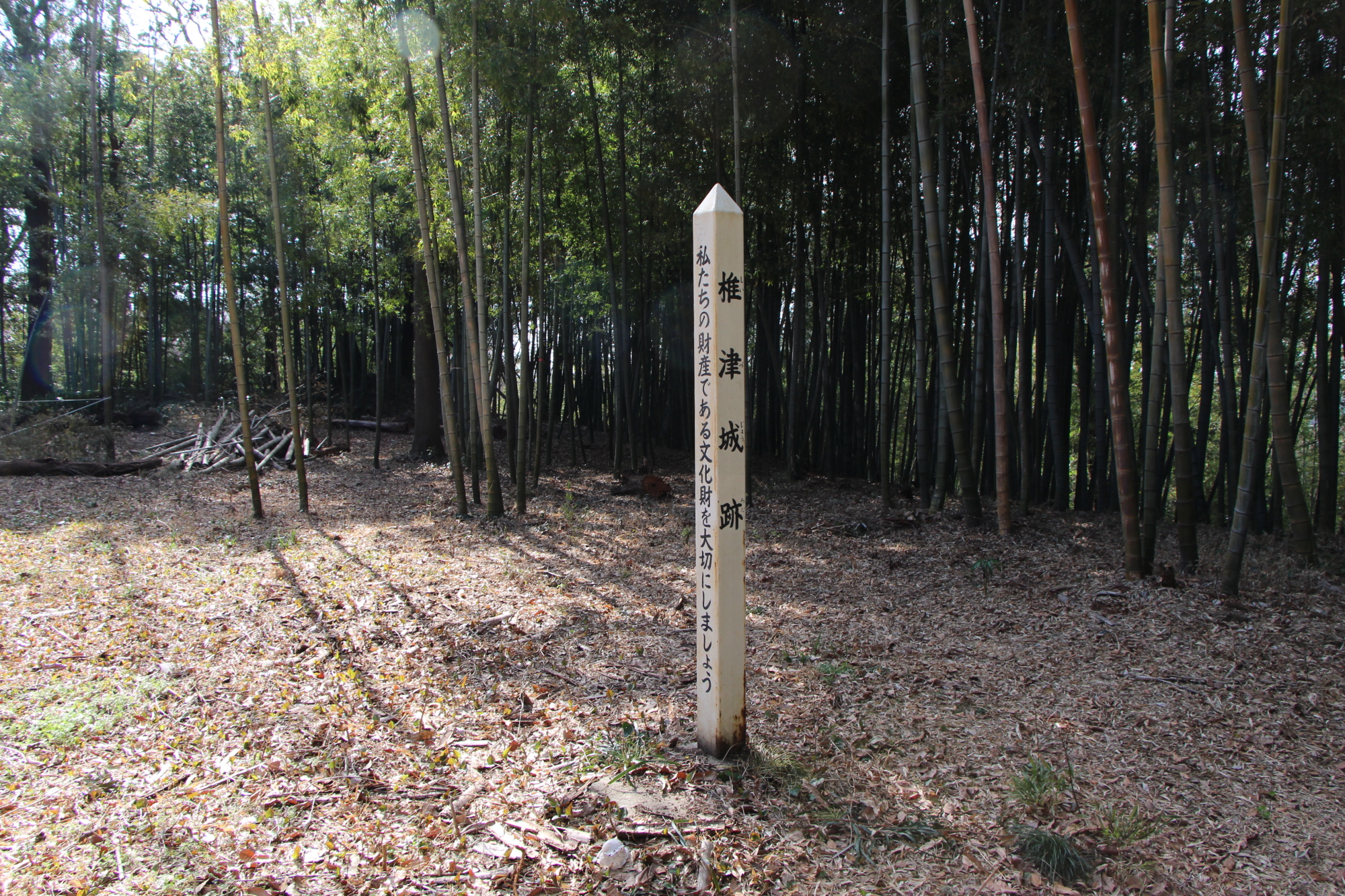
主郭内標柱

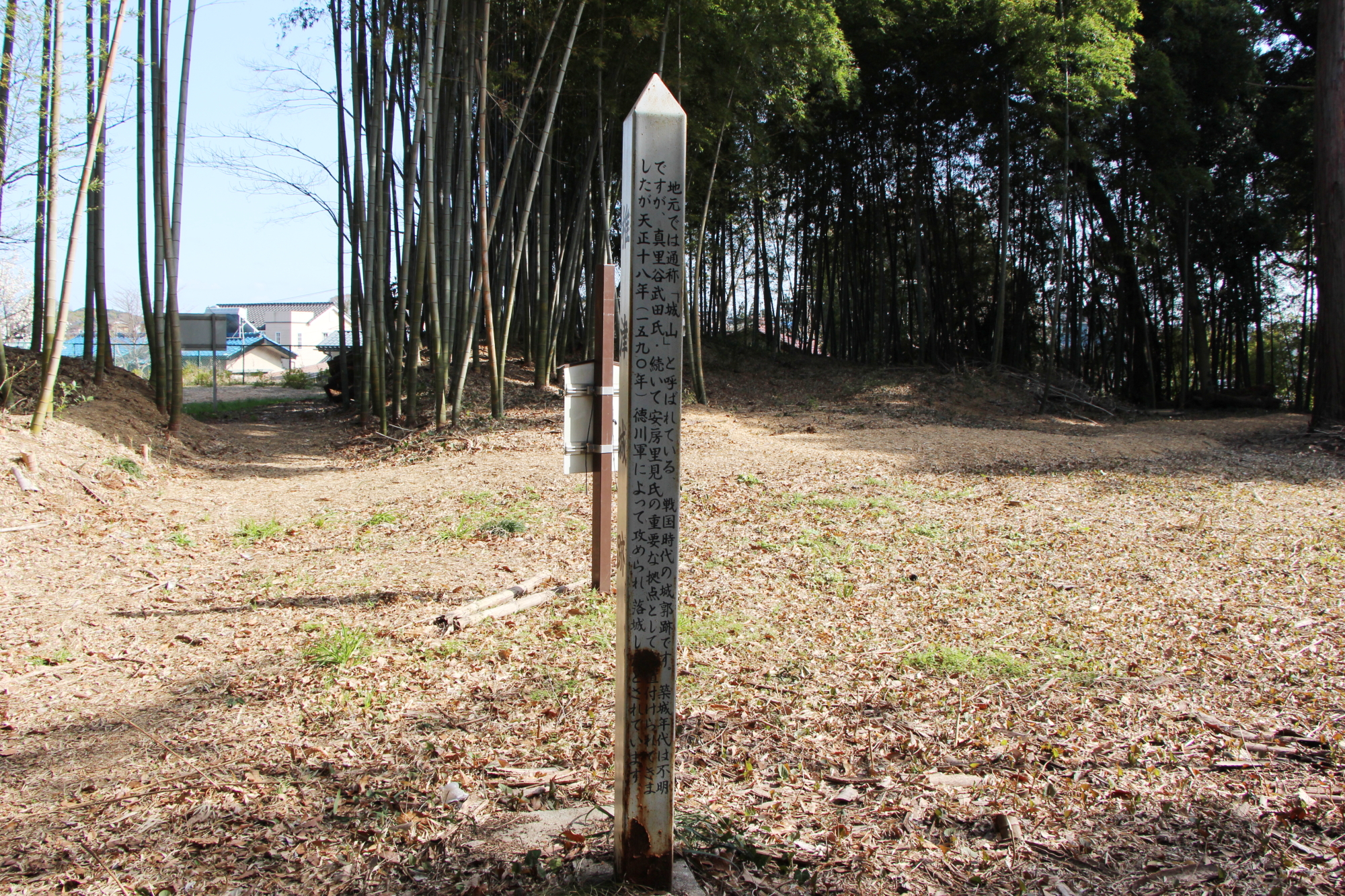
主郭内標柱解説

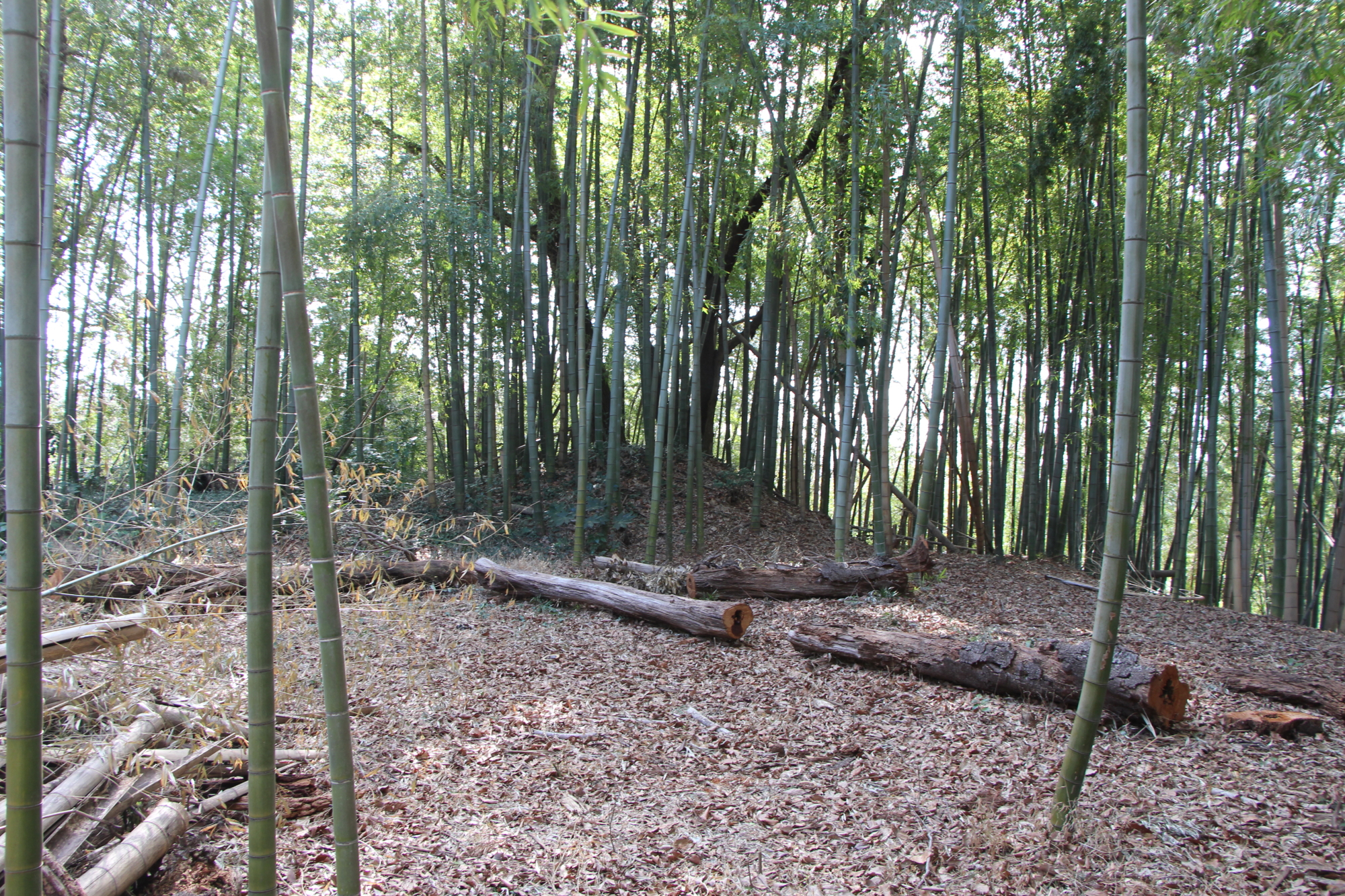
主郭北西角　物見台跡か

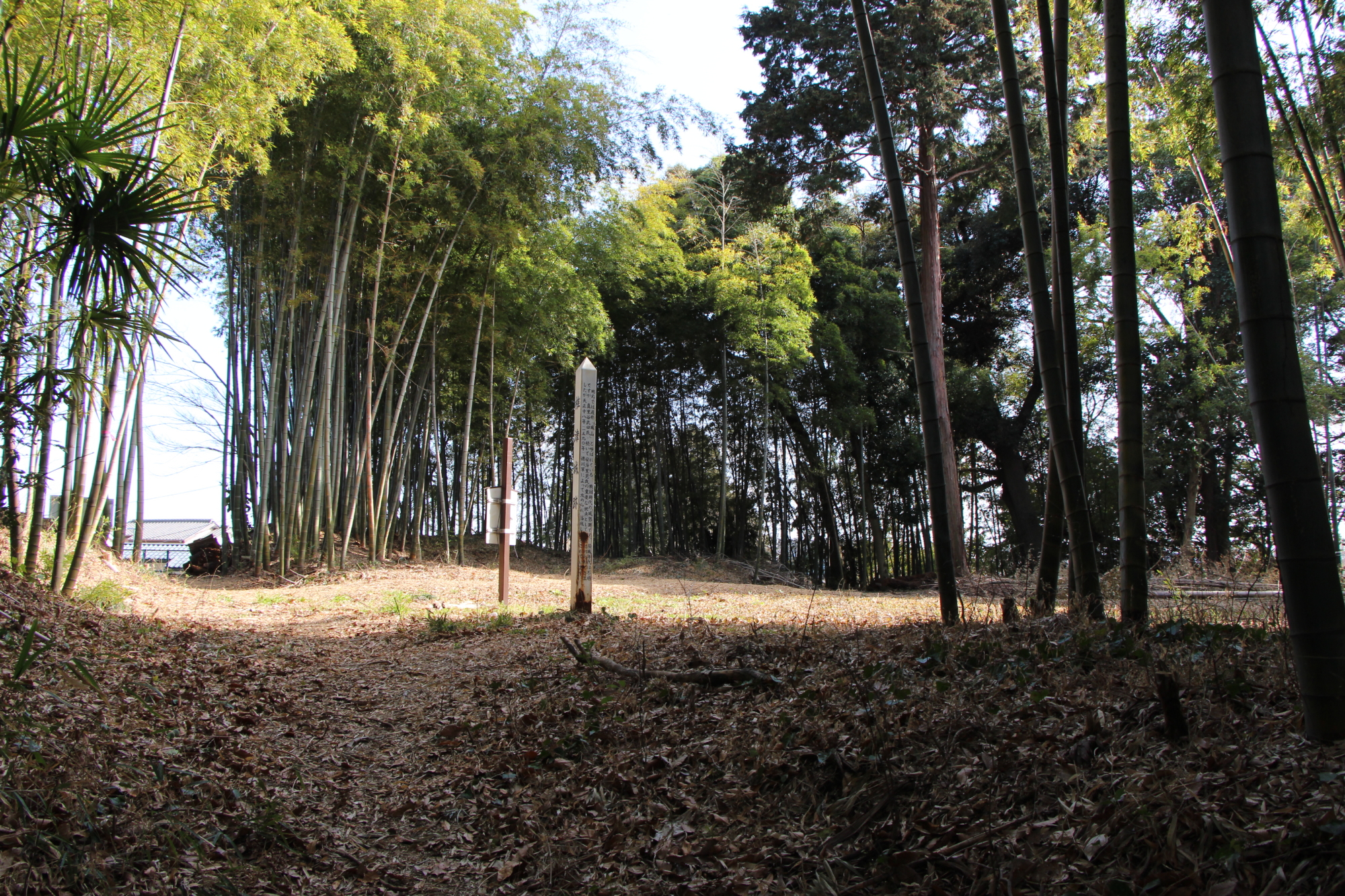
北側登城口から主郭内を臨む

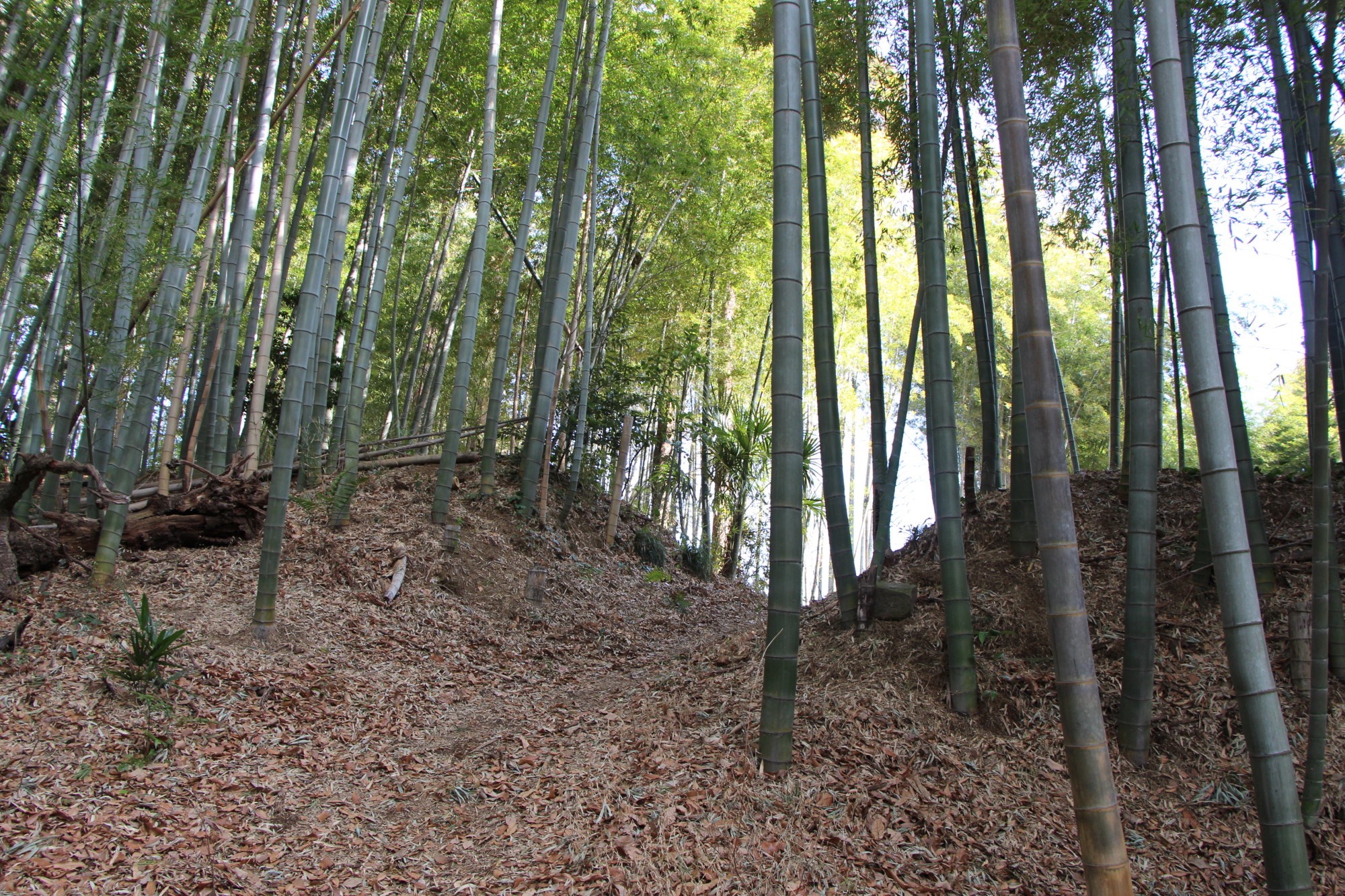
主郭北側虎口

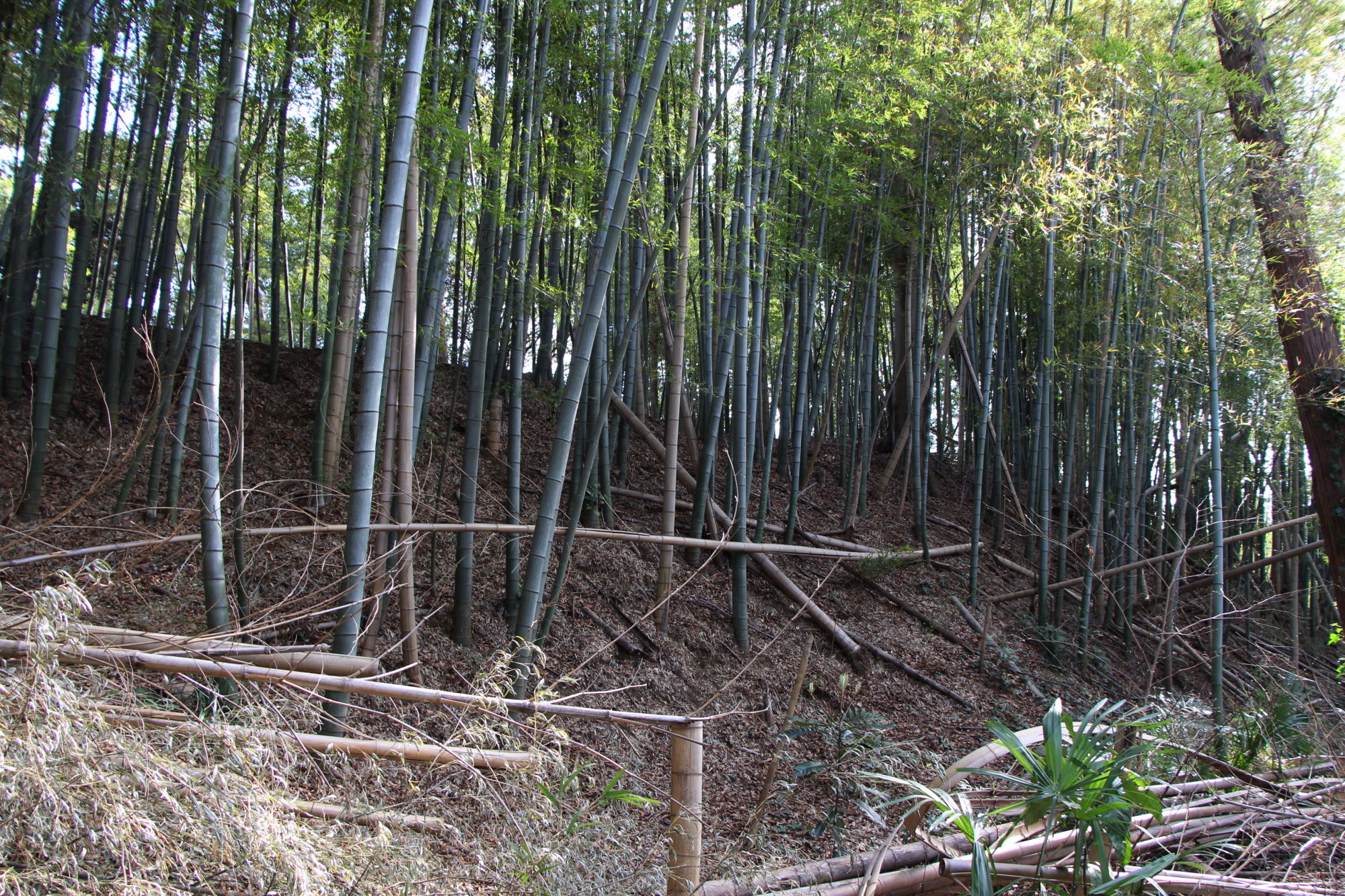
主郭北方腰曲輪より主郭の城塁を臨む

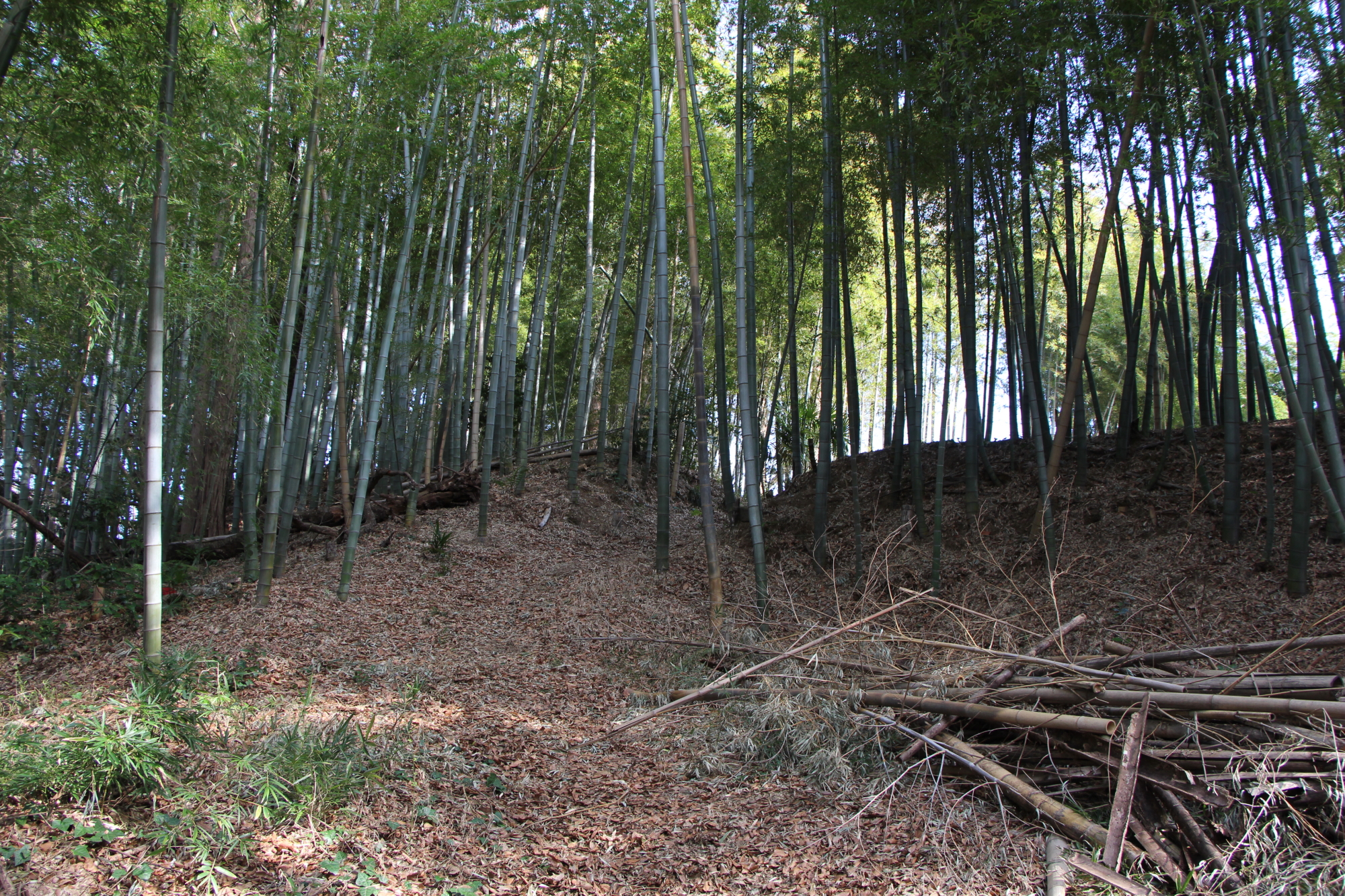
主郭北方腰曲輪より主郭の城塁を臨む

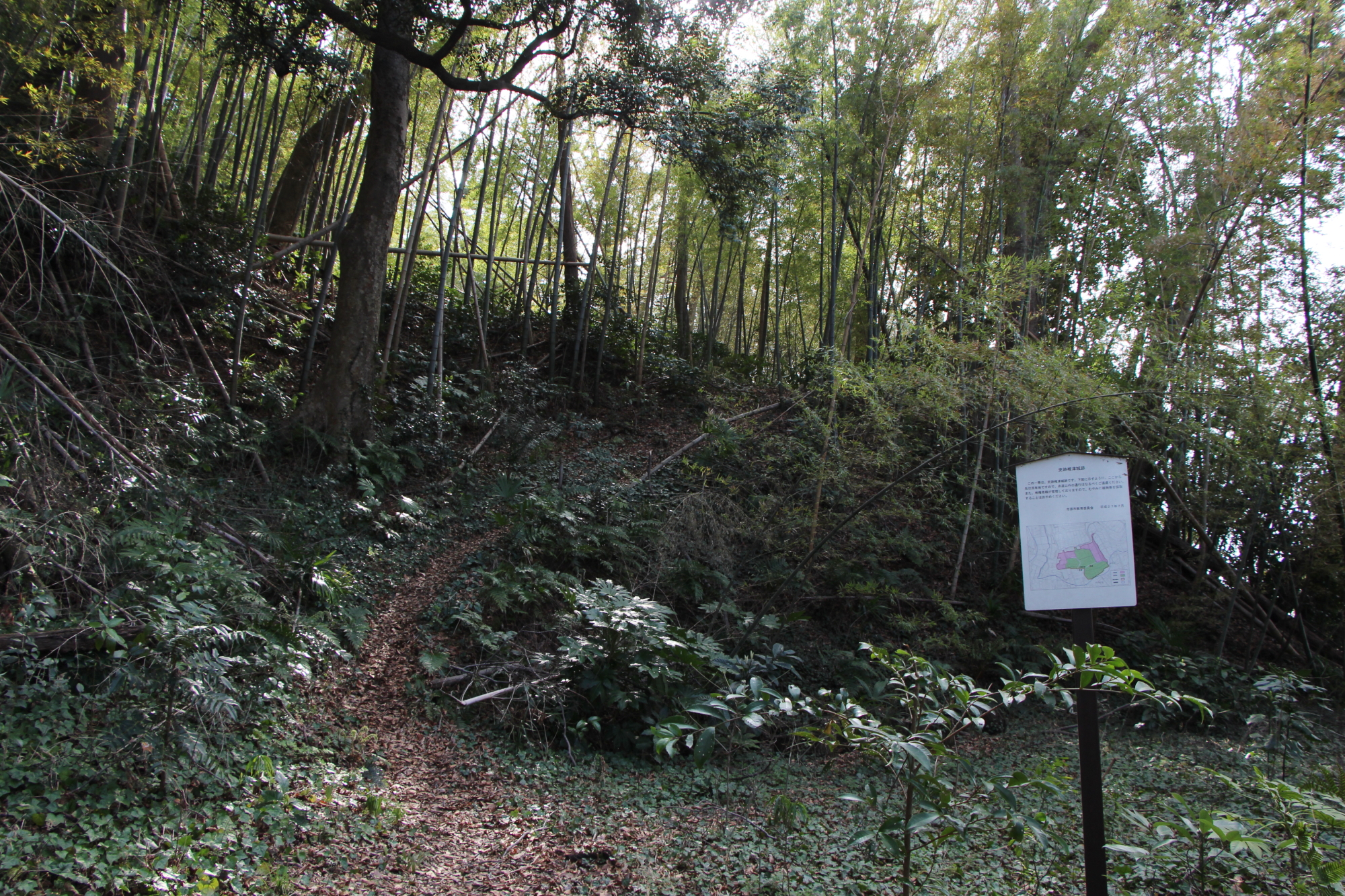
北側から主郭北方腰曲輪の登城口を臨む

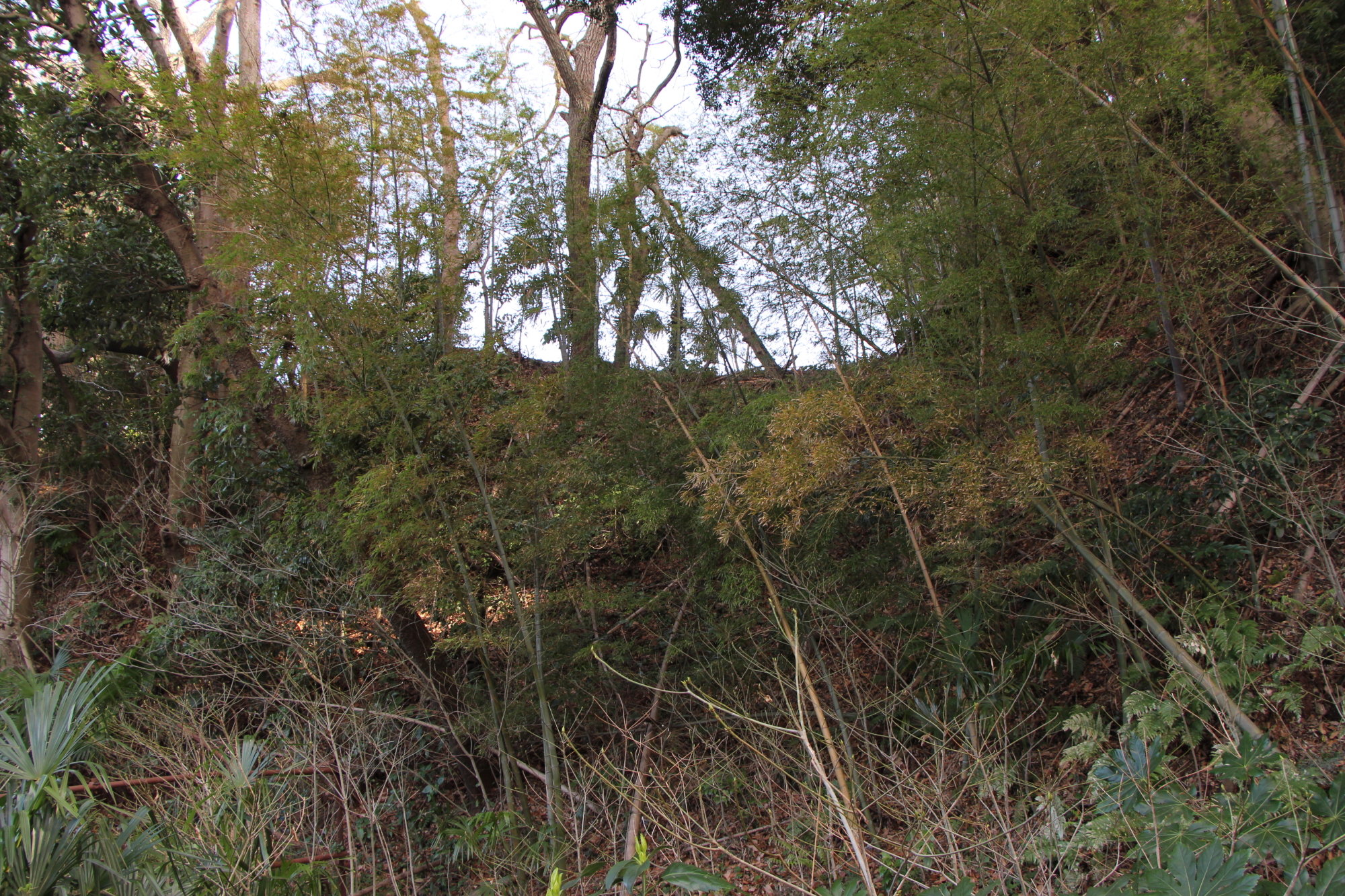
北側から主郭東方腰曲輪の城塁を臨む

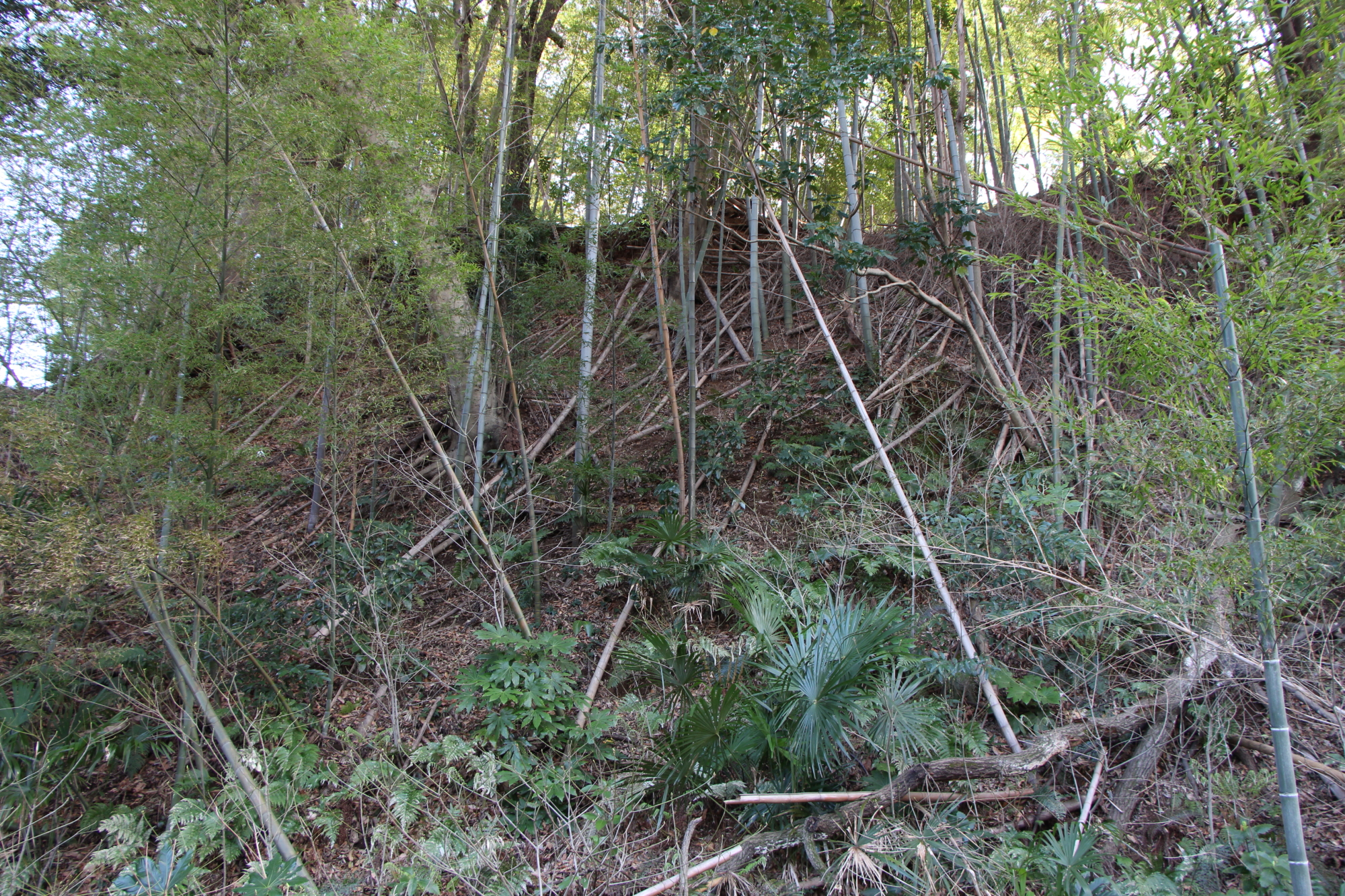
北側から主郭の城塁を臨む

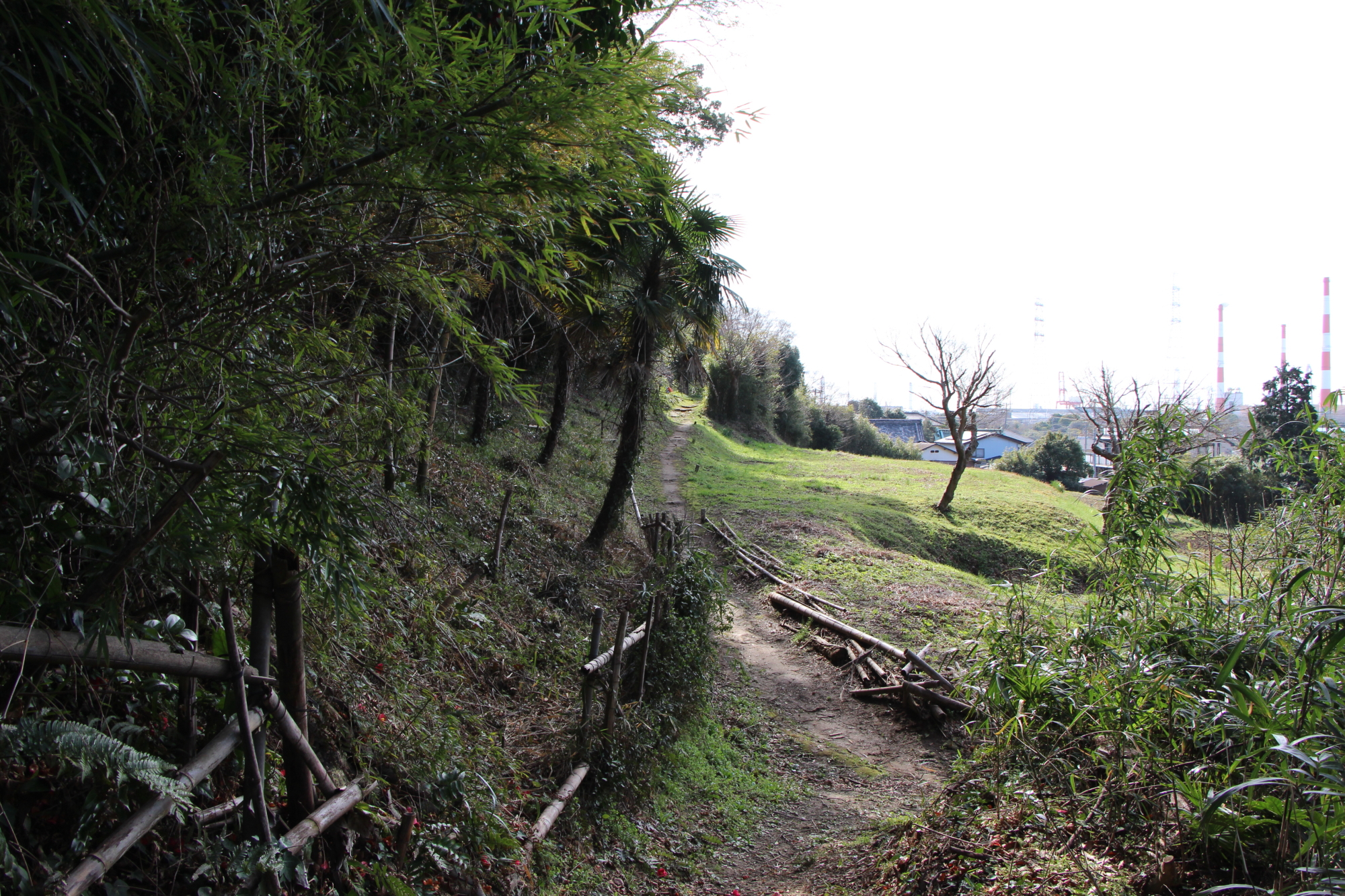
東側より左手が主郭北方腰曲輪、右手が北側曲輪群

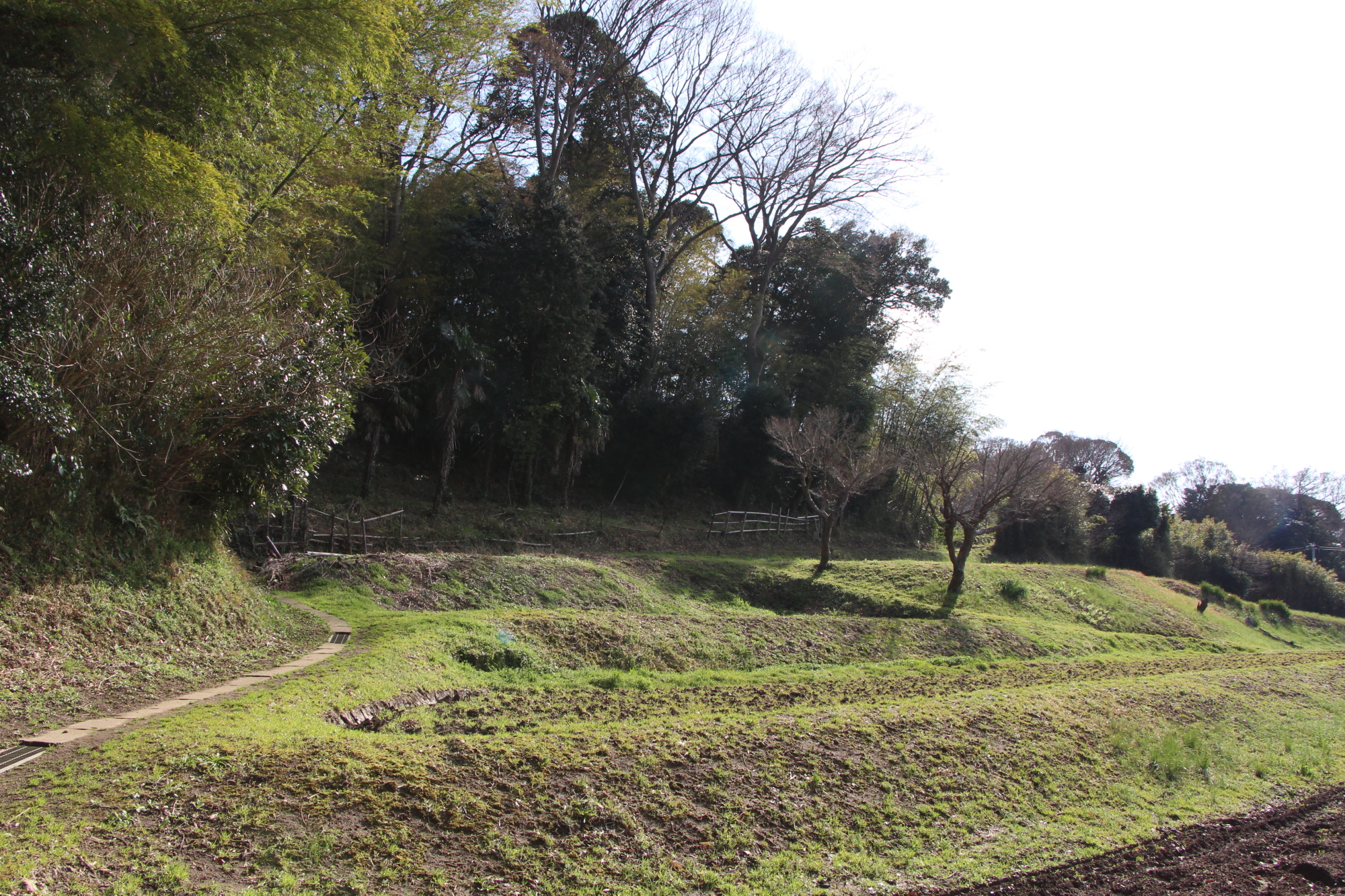
北側曲輪群から主郭北方腰曲輪を臨む

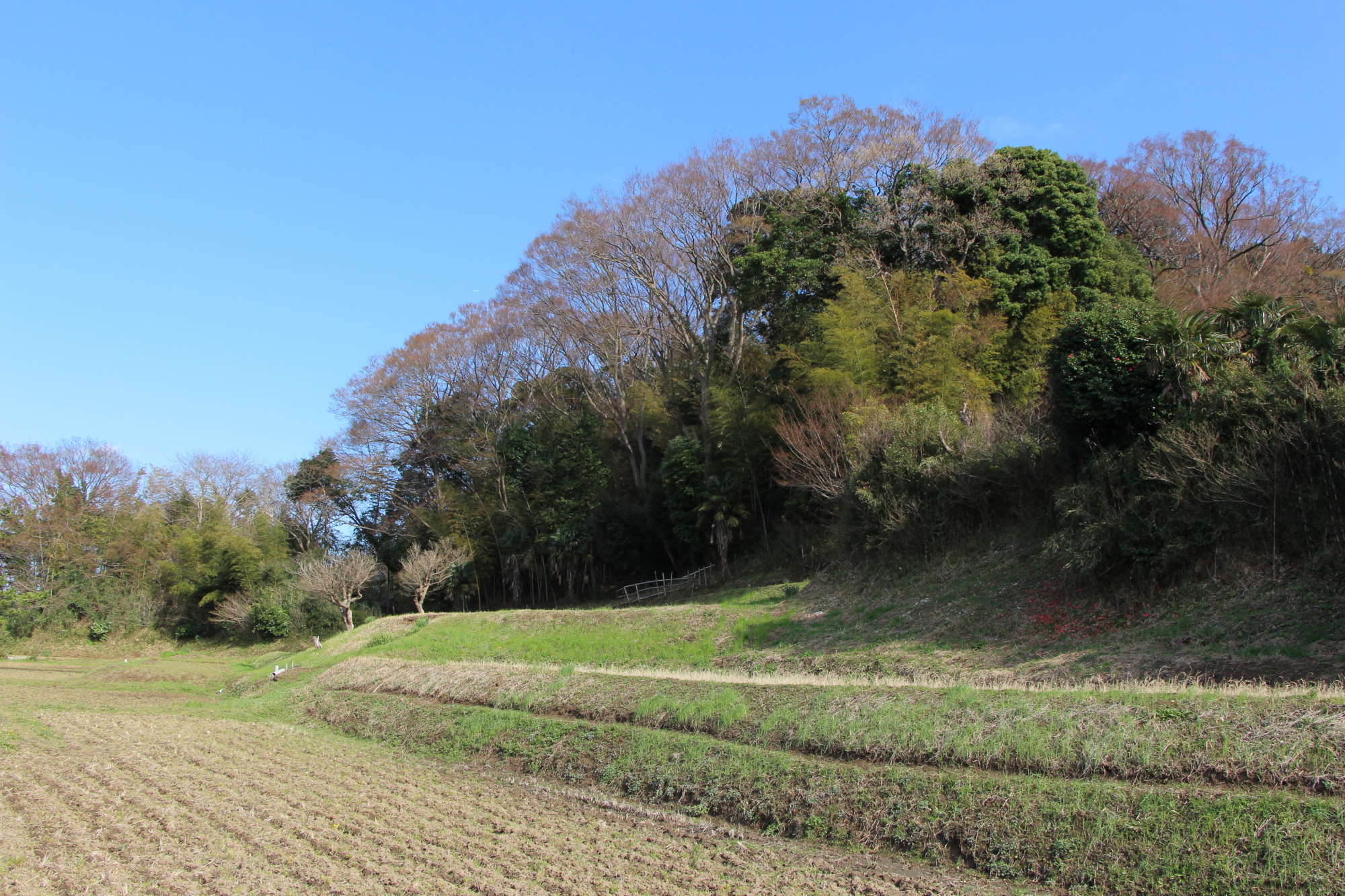
北側曲輪群から主郭北方腰曲輪を臨む

椎津城は海を前にした台地の北端部にあり、城山と呼ばれる丘が本丸で、土塁が残っており、1971年（昭和46年）の発掘調査では最高所の基壇部は古墳を利用していることがわかっている。
本丸南側には二重の空堀を構える。1の堀は、1973年（昭和48年）の発掘調査では幅14メートル、深さ4.5メートルの攻めにくく守りやすい薬研桝堀であることが判明している。
本丸の南側には二重の空堀を隔てて約600平方メートルの平坦な二の丸に相当する「五霊台」のくびれた台地があり、南北に急崖を残している。
この台地の北、東側を流れる境川は堀の役目を果たす。
この境川沿いの現在の姉崎小学校には、江戸時代に鶴牧藩の鶴牧陣屋が置かれていた。
椎津城の東側の谷間を隔てた正坊山の台地には出城の役割を果たす外郭（正坊山城 椎津字鶴牧）があり、空堀、土塁が残る。
空堀で台地と区切られ、50aの西郭と30aの東郭から成り、西北には櫓台跡がある。
城の南西部は要害台といわれる外郭が、舌状の台地にあり、急崖をなしている。
1996年（平成8年）7月から10月及び1997年（平成9年）1月の発掘調査では、五霊台の南端で現道と並行して東西に延びる堀が2本確認された。断面は逆三角形で、上端幅約3.2～3.5メートル、深さ約2.3メートル、底面幅0.3メートルで底面に畝堀の障壁も確認されている。これにより、五霊台の台地の狭くなる部分まで城域であることが確認された。
なお、五霊台南端には本城の守りとしての「小木戸」の地名を残す所がある。
また、2016年（平成28年）2月の発掘調査では、主郭部及び主郭東方腰曲輪は1.5メートル以上の盛土造成が行われていたことや、主郭部からは盛土内に多量の炭化物があることが確認された。このことは、文献が示す天文21年（1552年）の椎津合戦による落城と、永禄3年（1560年）の椎津大普請を思わせる大規模造成工事が行われたことの証拠となり得るものである。また、主郭西方腰曲輪では、主郭南側の一ノ堀が、西側に向かって主郭部周りを遮断するように巡ることが確認された。

## 沿革 築城
築城には下記の通り諸説ある。
- 千葉氏の一族、椎名胤仲が1325年頃の元応から元徳年間に椎津に居して椎津三郎と称して居城「千葉大系図」[9][10]

- 建武2年（1335年）三浦高継が椎津を所領し、応仁年間（1467-69年）に三浦定勝が築城[10]

「三浦高継寄進状」（相模鶴岡八幡宮文書）
「寄進　鶴岡八幡宮　上総国真野郡椎津郷内田地壱町事　右、且為天長地久、現世安穏、子孫繁昌、至于子々孫々、於此料田者、不可到其煩、仍寄進状如件、建武二年十月廿三日　三浦介平高継」
- 明応年間（1492-1501年）に甲斐武田氏の一族の上総武田氏（真里谷氏）が上総の北方の備えとして築城[10]

いずれにしても、康正2年（1456年）に甲斐武田氏の一族、武田信長（房総武田氏・真里谷氏の祖）が上総に上陸し、木更津市の真里谷城に本拠を構えてから、上総一体に勢力を拡大し、椎津も武田氏の勢力下に入った。

## 椎津城をめぐる攻防戦

### 永正16年（1519年）の戦い 小弓公方・足利義明 vs古河公方・足利高基
真里谷城主武田信保（法名恕鑑、実名は信清（真里谷信清）の説あり）は、古河公方足利政氏の二男 足利義明を招請し、永正14年（1517年）10月15日、国境を争っていた原胤隆の小弓城（千葉市南生実町）を落とした。その後、小弓城に入った足利義明は 小弓公方と称した（快元僧都記）。
永正16年（1519年）8月19日、足利義明の兄、古河公方・足利高基は、勢力を拡大して対立する小弓公方・足利義明の重要拠点である真里谷武田氏の椎津要害（椎津城）を自ら出馬して攻撃した。
この戦いには足利高基の命に応じた千葉勝胤、原胤清、高城胤吉、結城城・結城六郎（後の小山高朝）、常陸・羽生上総介、常陸・菅谷勝貞（小田政治の家臣）、古間木城主渡邉新兵衛尉宗隆及び長子宗重ら北総の諸将が参戦した。
「足利高基感状写」（喜連川家文書案三、常総文書一、小山文書、石塚文書、記録御用所本古文書十二、菅谷伝記）
「足利高基感状写」（喜連川家文書案三）
　「今度椎津被立御馬之砌、抽紛骨被走廻之条、感悦候、巨細園田信濃守、被仰含候、恐々不宣、（永正十六年）八月廿六日（足利）高基　建清首座」
「足利高基感状写」（石塚文書）
　「去十九日、於椎津要害、抽紛骨走廻条、神妙也、弥可励戦功之条如件、永正十六年九月三日　（足利）高基　渡辺新兵衛尉とのへ」
「足利高基感状写」（常総文書一）
　「去十九日、於椎津要害、抽紛骨走廻之条、神妙至候、弥可励戦功候也、（永正十六年）九月十日（足利）高基　羽生上総介様」
「足利高基感状写」（記録御用所本古文書十二）
　「今度令参陣、抽紛骨走廻、神妙候、為御感、改御書札被下之候、謹言、永正十六年八月廿三日　（足利）高基　菅谷摂津守殿」
「足利高基書状」（小山文書）
「就総州動座、（結城）政朝所ヘ以使節被仰出候、然者、此度其方参陣可為忠信候、猶々可被存其旨候、巨細二階堂肥前守、可令対談候、謹言、（永正十六年）九月十六日（足利）高基　結城六郎（小山高朝）殿」
これに対し、足利義明は里見氏らの軍勢で反撃し、永正17年（1520年）6月18日、足利義明は、敵城近辺の田井・横山・小沢要害・根小屋を攻略して蕨城（四街道市和良比）に帰陣した 里見義通に対し、足利高基の重要拠点である関宿城（野田市）を攻撃するよう書状を出している。「道哲（足利義明）書状」（喜連川文書案三）
「道哲（足利義明）書状」（喜連川文書案三）
「敵城近辺田井・横山・小沢要害・根小屋以下悉被打散、其地至于蕨（四街道市和良比）帰陣之由聞候、目出度簡要候、然者、此度関宿（野田市）江動被成之度候、被走廻候者、弥以可為戦功候、為其東祝被遣候、恐々謹言、
（永正十七年）六月十八日　道哲（足利義明）里見上野入道（義通）殿」
この他、永正16年（1519年）8月に、足利高基党と父足利政氏党が椎津城で戦ったとする文献があるが、当時の勢力域を考えると、真里谷武田氏に擁立されて小弓城に入り下総に進出していた足利義明の重要拠点の椎津城を、対立する古河公方足利高基が攻撃したと考えるのが妥当であり、このころ足利義明が父政氏の正当な後継者としての立場を主張していたことから足利義明を政氏党として記されていると思われる。
「下総国旧事考　三本　巻五」
「永正十六年八月　政氏黨與高基黨　戦于上総椎津　小田政治家臣菅谷勝貞有戦功 高基與書賞之　是月政氏與高基和成　政氏退老于久喜」
なお、足利高基が足利高氏と称していた時期に発給したと思われる、宛所を欠く椎津郷の安堵状が存在し、小弓公方成立以前、椎津が足利高基派に与していたことがうかがえる。（森田博三氏所蔵文書）
「足利高氏（高基）安堵状」（森田博三氏所蔵文書）
「上総国椎津郷守護不入幷諸公事免除之事、乾亨院殿（足利成氏）任御判旨、不可有相違候、謹言、（年未詳）五月六日（花押）（足利高氏）」

### 天文3年（1534年）の戦い 武田信隆、信政 vs 足利義明、武田信応
天文3年（1534年）5月、真里谷城主武田信隆（真里谷信隆）（庶子）と嫡子の武田信応（真里谷信応）の間に家督争いが起こり、信応が幼少のため叔父武田信助が小弓公方足利義明を味方にして対抗した。「上總武田氏系図」其二
天文3年（1534年）5月10日、足利義明は、武田信応に上総が本意通りに叶ったら一庄与える約束をし、5月19日には武田信保（信清）、信応父子のいずれかが必ず参陣するよう命じて大概は味方に参じたことを伝えた。

「道哲（足利義明）書状」（大藤文書）
　「於上総、御本意之上、一庄可有御刷候、巨細二階堂中務太輔、堀江下総守可申遣候、謹言、五月十日　道哲（足利義明）武田大夫（信応）殿」
「道哲（足利義明）書状」（大藤文書）
　「如度々被仰出、父子間一人急度令参陣候者、可為御悦喜候、此口之事者大概味方ニ参候、心安可存候、巨砕堀江下総守可申遣候、謹言、五月十九日　道哲（足利義明）武田大夫（信応）殿」

天文3年（1534年）5月20日、足利義明は武田信隆を排するため、兵をあげ上総に出陣した。（快元僧都記）
「快元僧都記」
「天文三年五月廿日　上総衆退治　義明御進発　十六日被出御馬由申間　於當社一經　自十八日至廿二日　結願畢」
このため、武田信隆は子の武田信政（真里谷信政）とともに真里谷城を出て椎津城に拠点を移して立て籠もった。「上総武田氏系図」
「上總武田氏系図」其二
「信隆　幼名八郎太郎。妾腹長男。信応後見の間、真里谷城に住す。信応長ずるに及び、椎津城主と成る。天文二十辛亥年八月二日卒。信隆院殿祥山全吉大居士」
天文3年（1534年）11月20日、武田信応は足利義明の援軍を受け、武田信隆の椎津城を包囲して攻防戦が繰り広げられた。この時、城兵百余人が討たれた「快元僧都記」。
「快元僧都記」
「天文三年十一月廿日。將亦上總眞里谷推垏（椎津）城相掛。自大弓被ㇾ出御馬。敵百餘人被打取之由註進云々。天下兵亂如ㇾ此。」
（天文3年11月20日。はたまた上総真里谷、椎津城、相掛くる。大弓より御馬出さる。敵百余人討ち取らるの由、注進云々。天下兵乱、此の如し）
武田信隆、信政父子は、椎津城を船で脱出し、武田信隆は峰上城（富津市天羽中郷）、子の武田信政は造海城（つくろみ）（富津市竹岡字城山）に入城し、小田原の北条氏と手を握り足利義明に対抗した。「快元僧都記」
天文6年（1537年）5月14日、武田信隆は北条氏綱の援軍（根来金石斎（大藤信基））を受け、真里谷城の武田信応を排除するため、峰上、造海、新地（天神台）の3城で挙兵し立て籠もった。（上総錯乱）「快元僧都記」。
これに対し、天文6年（1537年）5月16日、足利義明は武田信隆の立て籠もる峰上城を攻め、5月18日には、足利義明方についた 里見義堯が造海城を攻めた。その後5月27日、和議が成立、武田信隆は降伏して城を出、北条氏綱を頼って鎌倉に逃れ横浜市の金沢に居した。「快元僧都記」「東慶寺文書」
「小弓御所様御討死軍物語」

### 天文21年（1552年）の戦い （椎津合戦）　武田信政 vs 里見義堯、義弘
天文7年（1538年）10月7日、足利義明は武蔵へ進出しようと里見義堯を副将にして房総の諸将1万を率いて江戸川まで進出し、2万の北条氏綱・氏康と対峙した（第一次国府台合戦）。この時、足利義明に従軍した義明の重臣の椎津城主、椎津隼人佐（正）らは、相模台城（松戸市岩瀬）から北条軍が江戸川を渡河するのを発見し、水際での迎撃を足利義明に進言したが受け入れられず、第一陣となって200騎を率い敵にあたったが、重傷を負い討死した。「里見系図」、「房總里見軍記」
椎津隼人佐（正）は、「北条史料集」第二巻に「上総国市原郡椎津を本拠とした武士で相馬氏の一族という」と記されている。
「里見系図」義堯
「時ニ天文七年十月四日、北條氏綱、其ノ子新九郎氏康親子、松田尾張守、（中略）ヲ先トシテ、武州豊島郡江戸ニ著城ス。生實義明ハ、子息御曹司、舎弟基頼ヲ大將ニテ、椎津城主椎津隼人、村上、堀江、鹿島郡司逸見山入道を率シ、三千餘人　里見義堯、義弘副將ニテ都合一萬餘人　下総國鵠ノ臺ニ出張シ、兩陣松戸、市川ヲ隔テ夜ヲ明カス。五日黎明ヨリ小田原ノ先陣七百餘騎、川端ニ臨ミ、卯ノ下刻一同ニ瞳ト川ヲ渡ス　椎津隼人佐、鹿島郡司、二百餘騎馳ケ合セ、兩方入リ亂レ戦フ處ニ、椎津、村上深手負ヒテ退ク（中略）天文廿一年壬子十一月四日、總州椎津ノ城ヲ圍ミ、城主眞里谷信政ヲ攻メ殺ス　是ハ去ル天文七年十月ニ椎津隼人佐、鵠ノ臺ニテ討死ノ後、義堯下知シテ彼ノ城ヲ眞里谷ニ授ク」
この戦いで足利義明、弟の基頼、子の義純ともに討死し、房総連合軍は敗北し、小弓公方は滅亡した。しかし、里見義堯軍は積極的に兵を動かさず、下総進出の障害である足利義明を見殺しにして安房に兵を引き上げた。その後10月10日には、北条軍は里見軍を追って君津市の中島まで進出した。
この時、武田信隆、信政父子は相模金沢から中島の北条陣地に参陣すると、上総の諸将は北条氏綱、氏康の太刀影を恐れ、武田信隆に悉く膝を折り、信隆、信政親子は再び椎津城に入城した。「小弓御所様御討死軍物語」

「小弓御所様御討死軍物語」
「眞里谷八郎太郎信隆、一兩年は浪人して、氏綱を頼みて、武蔵の國の傍ら、金澤に在宿して年月を送りしが、此の時小船に乗り、五百餘町の海上を一時に渡海して、陣中へ馳せ参ず。上總の國の諸侍この由を聞くよりも百騎二百騎引き連れて「我も我も」と氏綱の旗本へ時を移さず馳せ來る。然れば眞里谷三日も過ぎざるに五百騎になりにけり。年月は信隆を嫉みつる弟の八郎四郎（信応）、その外親類、同苗、家の子に至るまで、氏綱と氏康の太刀影に恐れて、總領信隆に悉く膝を折る。」
その後、椎津城の背後固めのために、久保田城（袖ヶ浦市久保田字浜宿）、蔵波城（袖ヶ浦市蔵波）が築城された。
天文12年（1543年）には、真里谷一族間の下剋上、笹子城事件が起きたが、武田信隆が鎮圧した。「笹子落草子」、「中尾落草子」
天文20年（1551年）8月2日、武田信隆が病死し（上總武田氏系図）、天文21年（1552年）、2月、里見義堯は、北条方の有吉城（千葉市有吉町）を攻めたが失敗。
これに対し、北条氏康は武田信政と万喜城（夷隅町万木）の土岐頼定（或いは其の子土岐為頼(萬喜弾正少弼)以下同じ。)を味方に引き入れようとした。武田信政は北条と結んだが、土岐頼定は拒絶して里見氏に注進したため、里見義堯、義弘父子は、機先を制して武田信政の椎津城攻略に向かった（「里見代々記、房総軍記」）。
天文21年（1552年）、里見義堯は、土岐頼定、正木時茂らを従え、北進、椎津城の家老武田信常（笹子城主武田信茂の三男）の守る久保田城を包囲した。武田信常は後詰がなく落城必至とみて椎津城に向けて脱出するが、笠上川付近で討死した。
これより先、武田信政は小田原の北条氏に加勢を請い、武田四郎次郎、同丹波、西弾正敦忠ら3百の兵が椎津城に援軍に入城していた（「房總里見軍記」）。
また、佐是城（市原市佐是字武城・内曲輪）の武田国信、笹子城（木更津市笹子）の武田信清ら一族も椎津城に参陣した。
天文21年（1552年）11月4日、里見義堯、義弘は、土岐頼定（万喜城）、正木時茂（大多喜城）を先方に2千の兵で椎津城に押し寄せた。
城の背後から迫った里見軍に対し、武田信政は城から5町ほど押し出して松山を小楯に取って1千の兵で里見軍を迎え撃った（「房總里見軍記」）。
軍勢は、「房總里見誌」では、里見軍3千、武田軍2千（うち北条援軍1千）、「房總軍記」では、里見方は義堯・義弘軍1千8百の他に正木・萬喜軍、武田方は武田軍の他に北条援軍1千とある。
両軍激戦で殺傷すこぶる多かった。武田軍は、武田四郎次郎、同丹波、同左近、信政の舎弟真里谷源三郎信俊、同右衛門佐（宇右衛門）、同左京家長、高山佐衛門、西川彦六、堀江藤左衛門、富田佐平治（岡田佐平太）、大沢甚平、畑右近（左近）、西弾正敦忠、山口新太郎、原田惣蔵時秀らを討ち取られ大敗し、武田信政は城に火を放ち其の子信重、信光らと城中で自刃した。「房総里見軍記」、「房総軍記」「武田氏系譜」
「上總武田氏系図」其三「信政　椎津城主。天文廿一年十一月四日自害。」
この椎津合戦では武田方は多数が討死し、激戦であったことが次の軍記からうかがえる。
「椎津方の手負死人千四百餘人とかや」（房總軍記）
「此の合戦、今朝辰の下刻より始まり夜の五ツ迄、息も繼がせず攻めかけ、城兵二千餘にて籠りしが何なく亡されて、今は人有りとも見えざりけり。（中略）此の軍に城方一千三百人死人有りとぞ聞えし」（房總里見誌）
「此の合戦千三百人の死人なり。手負い未だ死に切らざる者夥し。」（里見代々記）
「總じて手負、死人千人と云ふ程の大合戦なり。味方にも手負、死人敵の三ケ一もあるべし」（里見九代記）
武田一族は、この戦いに駆けつけ、笹子城の武田信清らを除き、ほとんど戦死した。里見義堯親子は、椎津城に兵をとどめて義堯は久留里城に、義弘は佐貫城に帰城した。この戦で上総の国はほとんど里見義堯の手中に入った。「房総軍記」
椎津城には、守将木曾左馬介が置かれた。「市原郡誌」

この椎津合戦の激戦の様子は、「房総里見軍記」（巻の15　総州椎津合戦の事　幷に落城の事）、「房総軍記」（椎津合戦の事）のほか、「房總里見誌」（上總國椎津城合戰之事）、「里見九代記」（椎津合戦の事）、「里見代々記」にも取り上げられている。
（椎津合戦）
「房總軍記」巻の三　椎津合戰の事
「房總里見軍記」　巻の十五　總州椎津合戦の事。幷に落城の事
「里見代々記」　第五代　義堯公
「里見九代記」　第五　軍の卷　椎津合戦の事　
「房總里見誌」上總國椎津城合戰之事

### 永禄7年（1564年）の戦い 里見軍・木曾左馬介 vs 北条氏政
里見義堯は、越後の上杉謙信の関東侵攻に呼応して、里見義弘を総大将に岩槻城主太田資正2千の軍を含め8千の兵（1万2千の説もある）を派遣し、永禄7年（1564年）1月7日、再び江戸川国府台で北条氏康、北条氏政父子の軍勢2万と対戦した（第二次国府台合戦）。
里見義弘は緒戦の勝利に油断したところを奇襲され敗北し、安房に退却した。
これを追った北条氏政軍は椎津城を攻め、守将木曾左馬介を敗退させた「市原郡誌」。
里見義弘は、この退却の際に太田資正（三樂齋）と共に一時椎津城に入城している。
「南総酒井傳記」卷の三　高府臺合戰、生實城沒落の事。
「（略）此の際に、太田美濃守を同道して椎津の城に入らせられ、暫く息繼居たりける所に、又もや北條左衞門、松田左馬介、軍勢を備へ駈け來りしかば、「すはや大軍」と見る所に、はや日も暮に及びければ、「長追ひ無用」と、遂に軍勢を引き返す。」
北条氏は、椎津城に白幡六郎を置いて守らせた。「市原郡誌」

### 天正18年（1590年）の戦い 北条軍・白幡六郎 vs 豊臣軍 浅野長政
天正18年（1590年）、豊臣秀吉による北条氏の小田原征伐の際、千葉氏を始め、関東の諸将は小田原に参陣していたが、秀吉は、空城同然の房総の各城を浅野長政に攻略させた。
この時、椎津城も落城し、城を守っていた北条の家臣、白幡六郎は敗走し、城から3キロ北東の市原市白塚まで逃げたが、そこで討死にした。その遺体を埋葬した塩煮塚は正人塚が転化したものだが、内房線の鉄道敷設で消滅した。
『市原郡誌』（椎津城址）　抜粋
「（略）信政も今は是までとや思いけん己と城に火をかけて腹攪切りて死にたりける（中略）従是以後永禄七年に至るまで十二年が間上総路に事故なく剰へ下総も大半は里見方にぞくしけり云々。後木曾左馬介に守らしむ。永禄7年北條氏の収る所となり白幡六郎に守らしむ、天正18年里見氏又攻め白幡六郎は戦死し乗馬と共に千種村に其墳墓を存す、再びその城地は里見氏に帰すが後豊臣氏が取る所となり城陥る（中略）里見記に天文七年里見義堯鴻の臺の戦に敗るの後上総の所領多く北條に帰す、二十一年里見義弘、眞里谷信政平かならず遂に兵を発して椎津城を攻めて之を抜く信政自殺して城陥る、義弘兵を留めてかへる酒井家記を按ずるに曰く、永禄七年里見義弘國府臺に敗るるや武州岩槻城主太田美濃守三樂齊とともに椎津城に入ると當時眞里谷氏猶ほ里見に属し後畔くものか。」
『市原郡誌』（白幡六郎墳）　抜粋
「上総國誌稿に載する古墳の一たり、千種村大字白塚字鹽煮塚に在り(上総町村誌伝)、凡高一丈五尺周圍三十二間其頂老松あり、天正十八年庚寅六郎椎津城に居守す、豊臣及び里見氏の兵來り攻む六郎城出でて此に死す、之を葬りし所となす。按ずるに六郎は椎津城主白幡集人正の子なり、此時隼人正北條氏に従いて小田原城にありき。」
また、第二次国府台合戦後から小田原征伐による落城までの椎津城の北条方の城将は、在竹彦四郎とする文書がある。
『御府内備考　壱』（竹橋御門）
　「北條の家人に在竹摂津守といへるものあり、永祿七年鴻の臺合戦の時うち死す。その子を彦四郎といへり、父がうち死の忠により、上總國椎津城をたまひ、(中略)彦四郎は小田原沒落の時、推津の城に於ひてうち死す。」
なお、小田原征伐の際、豊臣軍別動隊が房総に侵攻した時に、椎津城や隣接する久保田（窪田）城にも、城番が在城していたことがわかる。
「房總軍記　巻の七」

天正18年（1590年）5月10日までには、浅野長吉（長政）以下の豊臣軍別動隊2万は、土気城、東金城を攻略し、同月20日までには下総・上総の諸城を制圧して安房の国境まで進軍している。
「羽柴秀吉朱印状写」（難波創業録）
「一昨日十日書状今十二日巳刻到来候、下總國之内とけ（土気・千葉市）、東金（東金市）両城請取旨。得其心候事、（以下略）（天正十八年）五月十二日　朱印 浅野彈正（長吉）少弼とのへ　木村（一）常陸介とのへ」
天正18年（1590年）5月12日、羽柴秀吉が浅野長吉（長政）、木村常陸介に、10日の書状で酒井氏の上総国土気城（千葉市緑区）・同国東金城（東金市）を受け取ったとの報告を了承した旨伝えている。
「羽柴秀吉朱印状」（浅野家文書）
「急度被仰遣候、鉢形城（寄居町）越後宰相（上杉景勝）中将、加賀宰相（前田利家）両人可取巻由、被仰出候、然（者）、此方より相越候人数、其取巻刻ハ、両人之人数（与）一ツ二成、陣取以下堅申付上ニおゐて、此方より被遣候人数、又ハ佐竹（義宣）・結城（晴朝）、其外八ケ國之内諸侍、御太刀をおさめ候者共召連、何之城成とも、不相渡所於有之（者）執巻、いつれの道にも可討果儀、切々被仰遣候処ニ、こや／＼（小屋／＼）のはしろ（端城）共、二萬餘りの人数にて請取候事、不能分別候事、（中略）鉢形の城可取巻儀、可有之候哉、景勝・利家ニ可入合申候由こそ、堅被仰出候ニ、安房國境目常陸國境目迄、彼おとり人数を召連相越、持かね候城を請取候儀、天下之手柄にハ成申間敷候哉、城相渡者有之ハ、鉢形城を取巻候上にて、それ／＼ニ上使ニ　二百三百充相そへ、人数を遣、うけ取候てこそ可然候か、敵有之所ハ差置、二万計の人数を召連あるき候事、御分別無之候事、（以下略）（天正十八年）五月廿日（朱印、印未詳） 浅野彈正（長吉）少弼とのへ　木村（一）常陸介とのへ」
天正18年（1590年）5月20日、羽柴秀吉が浅野長吉（長政）、木村常陸介に、前田利家、上杉景勝らと合流し、武蔵鉢形城の攻略を進めるべきところ、安房、常陸の国境まで2万の軍勢を小城端城を落とすのにいたずらに費やしているが、天下の手柄にはならない。開城申し出た場合は、鉢形城など敵が在城しているところは包囲して、上使に2、300の軍勢を添えて派遣し、城を請け取れば済むと分別の無さを譴責している。
この後、直ちに浅野長政等の軍勢は房総から引き上げ、武蔵国岩付城、鉢形城に転戦している。「浅野家文書」
天正18年7月11日に小田原城の北条氏政が降伏、切腹し、北条氏が滅亡した後、豊臣秀吉の命により関八州に国替えとなった徳川家康は、本多忠勝等の軍を房総諸城の仕置・受取のために差し向け、再び房総の諸城は悉く城を開き落城した。「房総治乱記、房総軍記」
「房總治亂記」
「同年（天正十八年）七月十一日、小田原の北條氏政・氏直、秀吉のために滅亡し、東八州を家康公に授けらる。仍りて御仕置の爲に、本多中務大輔忠勝、平岩主計頭親吉、鳥居彦右衞門尉元忠等數萬を差し向けらる。（中略）さる程に、三大將列を調へて下總に到りぬと云ふ程こそあれ、「吾先に」と城を出で、散々に落ち行きけり。佐倉、東金、土氣、土浦、相馬、鹿島、八幡、千葉、生實、國府臺、根古屋、萬喜、小濱、勝浦、矢竹、高野、廳南、廳北、伊南、伊北、鶴城、龜城、一宮、久留里以下四十八ヶ所城、皆明城となりて、城主は所々に逃走す。三將是に居て國中を巡見す。土民是を「家康公の御威光には、一日の中に五十の城落さる」と云ふ。」
「房總軍記」巻の七　房總諸城隋つて退くの事
「既に小田原城滅亡して、東八ヵ國は秀吉公より家康に賜はり、政法を執り行はせ給ふに依りて、「譜代の家臣本多中務大輔忠勝、平岩主水正親吉、鳥居彦右衞門尉元忠等、数萬の衆を率ゐて發向す」と聞えければ、（中略）斯くて家康の三將、其の勢五萬餘騎を率ゐて、下總に着陣す。（中略）今は敵すべくもあらざれば、皆拔け／＼になつて、「我先に」と城を開き、或は山林に隱れ、跡暗まして落ち退く。佐貫、東金、土氣、土浦、相馬、鹿島、千葉、佐倉、國府臺、廳南、廳北、鶴城、龜城、一宮、久留里、萬喜、長南以下四十八箇所、皆同時に離散して落城にぞ及びける。世の人これを以呂波城と云ふとかや。」

## その他
五霊台から戦国時代の五輪塔が出土し、畑の隅に祀られている。
本丸北側中断の断崖下に城の歴史を物語る「暦応3年（1340年）12月」と刻まれた板碑があったが、所在がわからなくなっている。
椎津では、8月15日のお盆の夕方に「からだみ」といって空棺桶を担ぐ葬式行事が行われている。椎津城が落城した際、城主椎津小太郎義昌を偲んで仮の葬式を営んだのが始まりとも、城主を逃がすため、にせの葬式で敵を欺いたとのだとも伝えられている（県指定無形民俗文化財　2001年（平成13年）3月30日指定）。
滝沢馬琴の「南総里見八犬伝」では、椎津城が登場しており、里見義実が、世にも賢く美しいという評判であった上総国椎津の城、真里谷入道静蓮の息女五十子（いさらご）をめとり、第一女は名を伏姫（ふせひめ）とつけ、翌年生まれた男子は二郎太郎とつけ、後に父の後を継いで安房守義成といった、と記している。「南総里見八犬伝　第一輯第八回（滝沢馬琴）」